# Список птахів Чилі

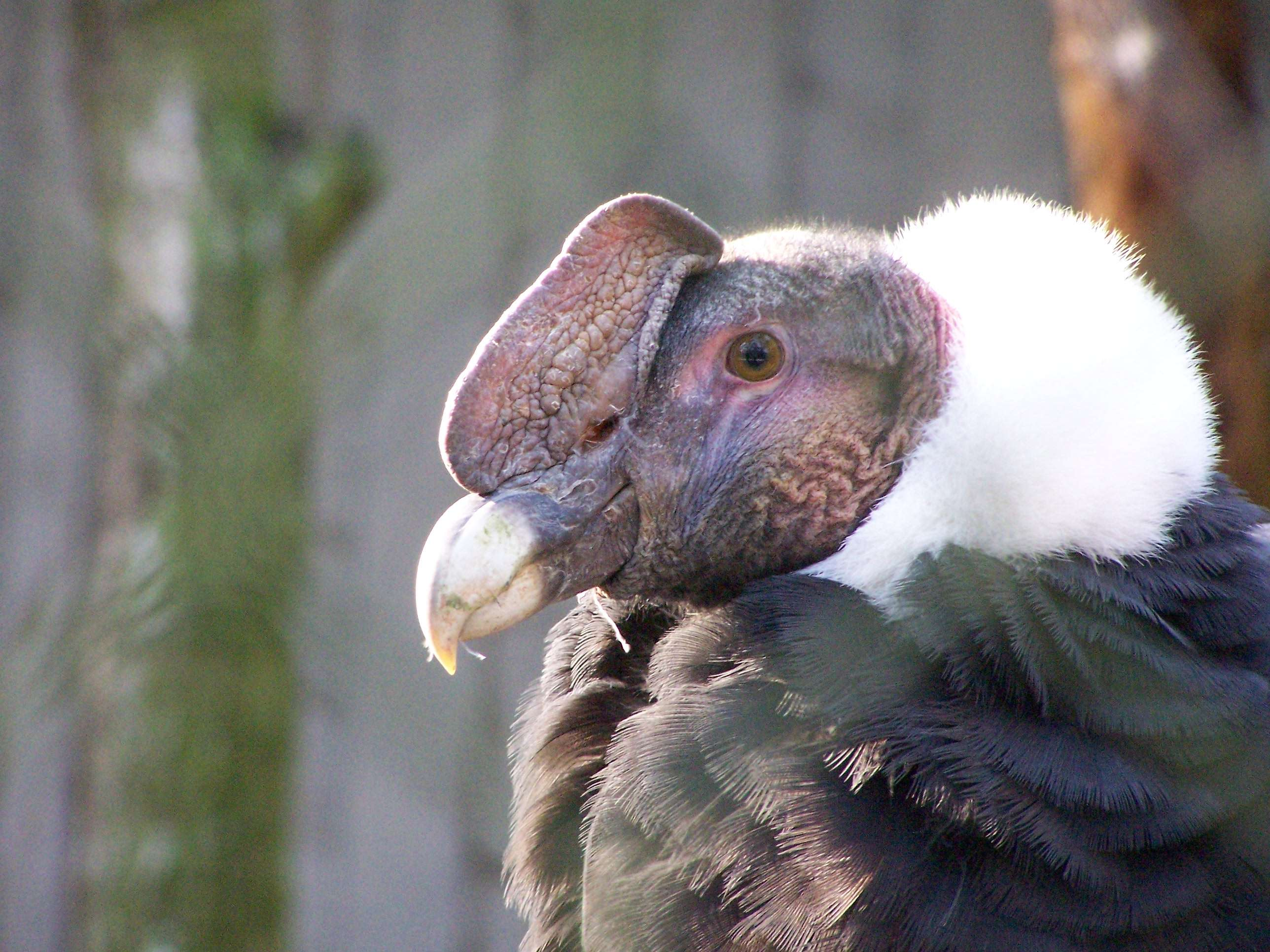
Кондор андійський є національним птахом Чилі

Це перелік видів птахів, зафіксованих на території Чилі, зокрема на островах в районі мису Горн, на інших островах і в територіальних водах Чилі, а також на островах архіпелагу Хуан-Фернандес. Авіфауна Чилі налічує загалом 510 видів, з яких 12 є ендемічними. 6 видів були інтродуковані людьми. 113 видів є рідкісними або випадковими. 8 видів не були зафіксовані, однак, імовірно, присутні на території країни. 35 видів перебувають під загрозою глобального знищення, 2 види вимерли або були знищені.

## Позначки
Наступні теги використані для виділення деяких категорій птахів.
- (V) Випадковий — вид, який рідко або випадково трапляється в Чилі
- (Е) Ендемічий — вид, який є ендеміком Чилі
- (I) Інтродукований — вид, завезений до Чилі як наслідок, прямих чи непрямих дій людських дій
- (H) Гіпотетичний — не зафіксований вид, який, однак, імовірно, присутній на території Чилі

## Нандуподібні(Rheiformes)

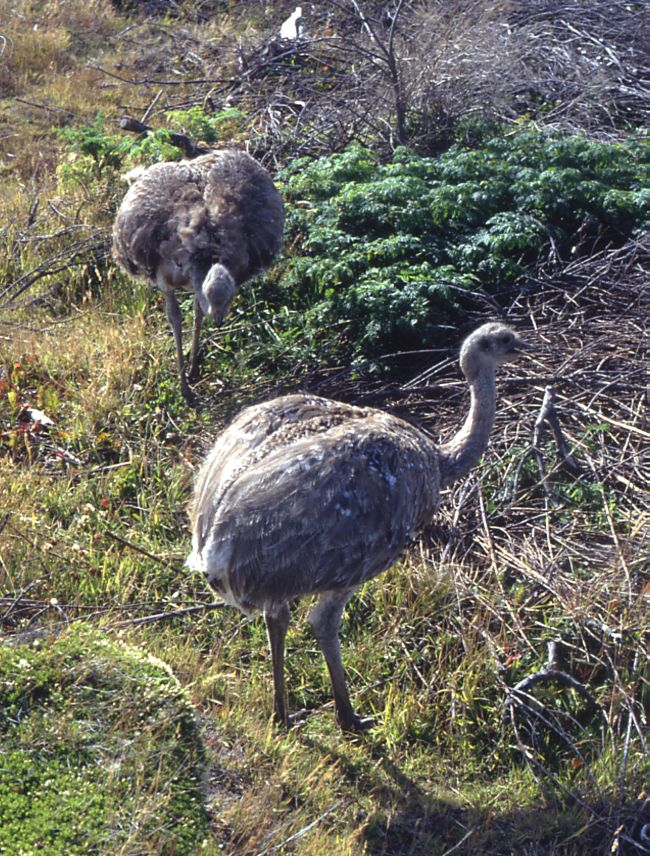
Малі нанду мешкають в Патагонії та Патагонських Андах

Родина: Нандуві (Rheidae)
Нанду малий, Rhea pennata

## Тинамуподібні(Tinamiformes)
Родина: Тинамові (Tinamidae)
- Інамбу рудогрудий, Nothoprocta ornata
- Інамбу чилійський, Nothoprocta perdicaria (E)
- Інамбу андійський, Nothoprocta pentlandii (Знищений)
- Інамбу чубатий, Eudromia elegans
- Інамбу червоногузий, Tinamotis pentlandii
- Інамбу патагонський, Tinamotis ingoufi

## Гусеподібні(Anseriformes)
Родина: Качкові (Anatidae)
- Свистач рудий, Dendrocygna bicolor (V)
- Свистач білоголовий, Dendrocygna viduata (V)
- Свистач червонодзьобий, Dendrocygna autumnalis (V)
- Лебідь чорношиїй, Cygnus melancoryphus
- Коскороба, Coscoroba coscoroba
- Каргарка андійська, Chloephaga melanoptera
- Каргарка магеланська, Chloephaga picta
- Каргарка патагонська, Chloephaga hybrida
- Каргарка сіроголова, Chloephaga poliocephala
- Каргарка рудоголова, Chloephaga rubidiceps
- Качка андійська, Merganetta armata
- Качка-пароплав патагонська, Tachyeres patachonicus
- Качка-пароплав магеланська, Tachyeres pteneres
- Крижень андійський, Lophonetta specularioides
- Крижень білошиїй, Speculanas specularis (H)
- Чирянка пунайська, Spatula puna
- Чирянка чорноголова, Spatula versicolor
- Широконіска аргентинська, Spatula platalea
- Чирянка блакитнокрила, Spatula discors (V)
- Чирянка руда, Spatula cyanoptera
- Свищ чилійський, Mareca sibilatrix
- Шилохвіст білощокий, Anas bahamensis
- Шилохвіст жовтодзьобий, Anas georgica
- Чирянка жовтодзьоба, Anas flavirostris
- Чернь аргентинська, Netta peposaca
- Качка чорноголова, Heteronetta atricapilla
- Савка американська, Oxyura jamaicensis
- Савка аргентинська, Oxyura vittata

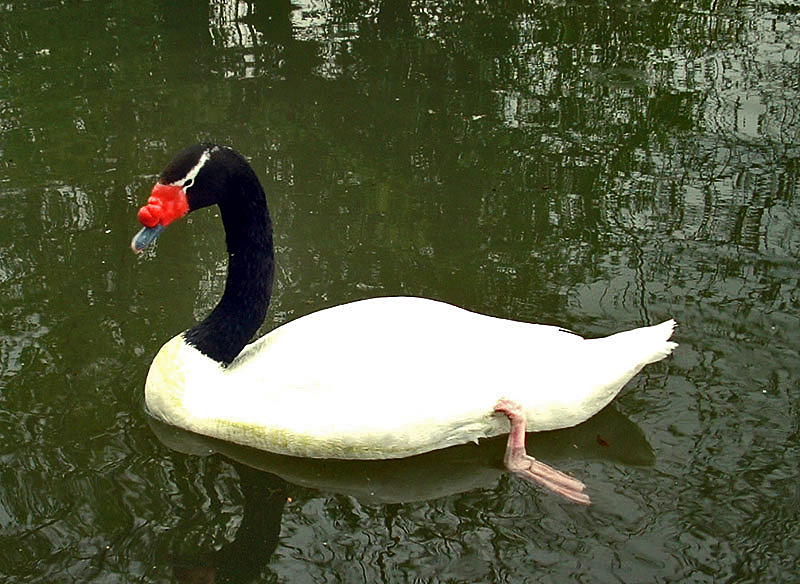
Лебідь чорношиїй — великий птах, що живе на узбережжях та у водно-болотних угіддях
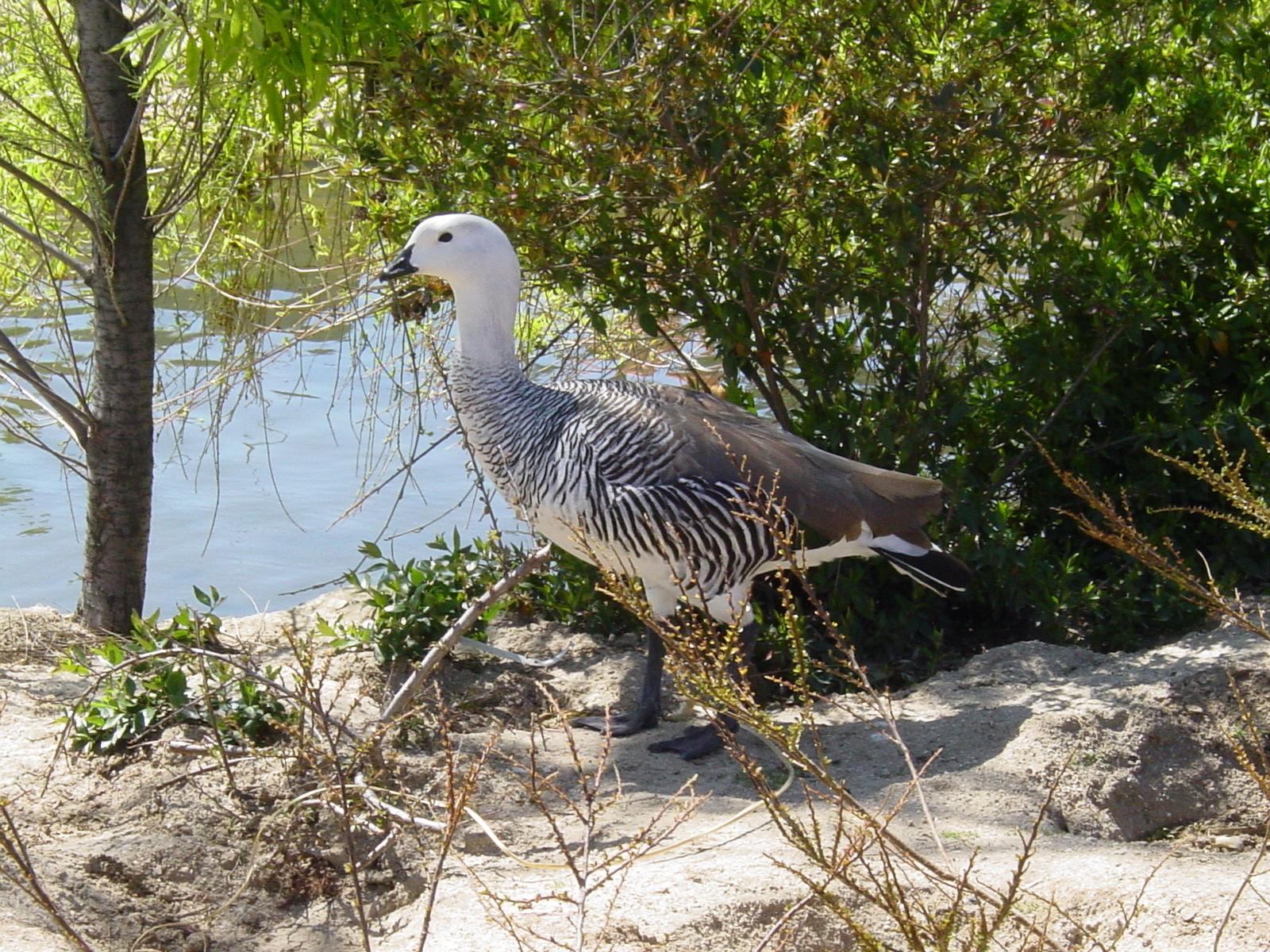
Каргарка магеланська поширена в Патагонії
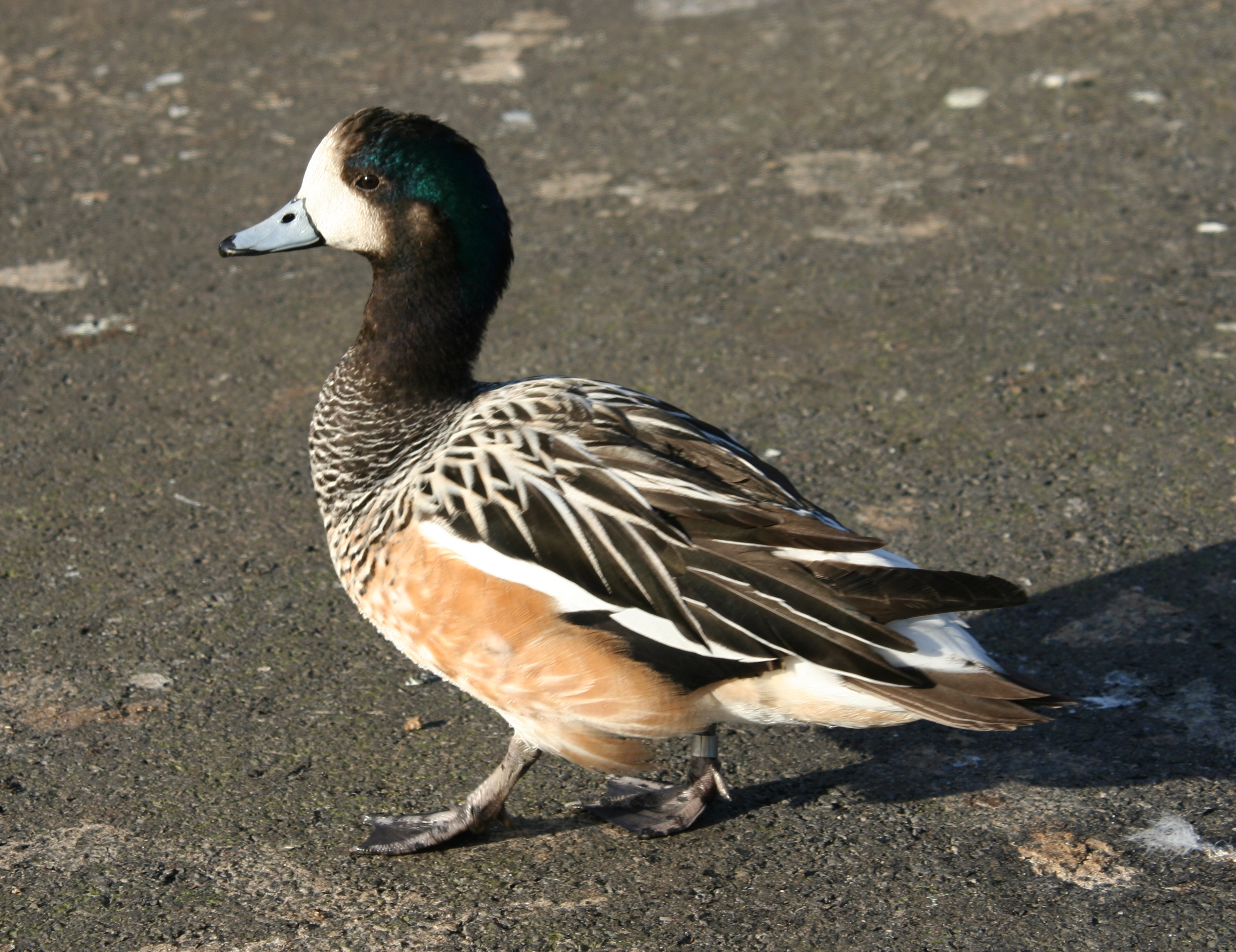
Свищ чилійський гніздиться на півдні і в центрі Чилі, взимку мігрує на північ

## Куроподібні(Galliformes)
Родина: Токрові (Odontophoridae)

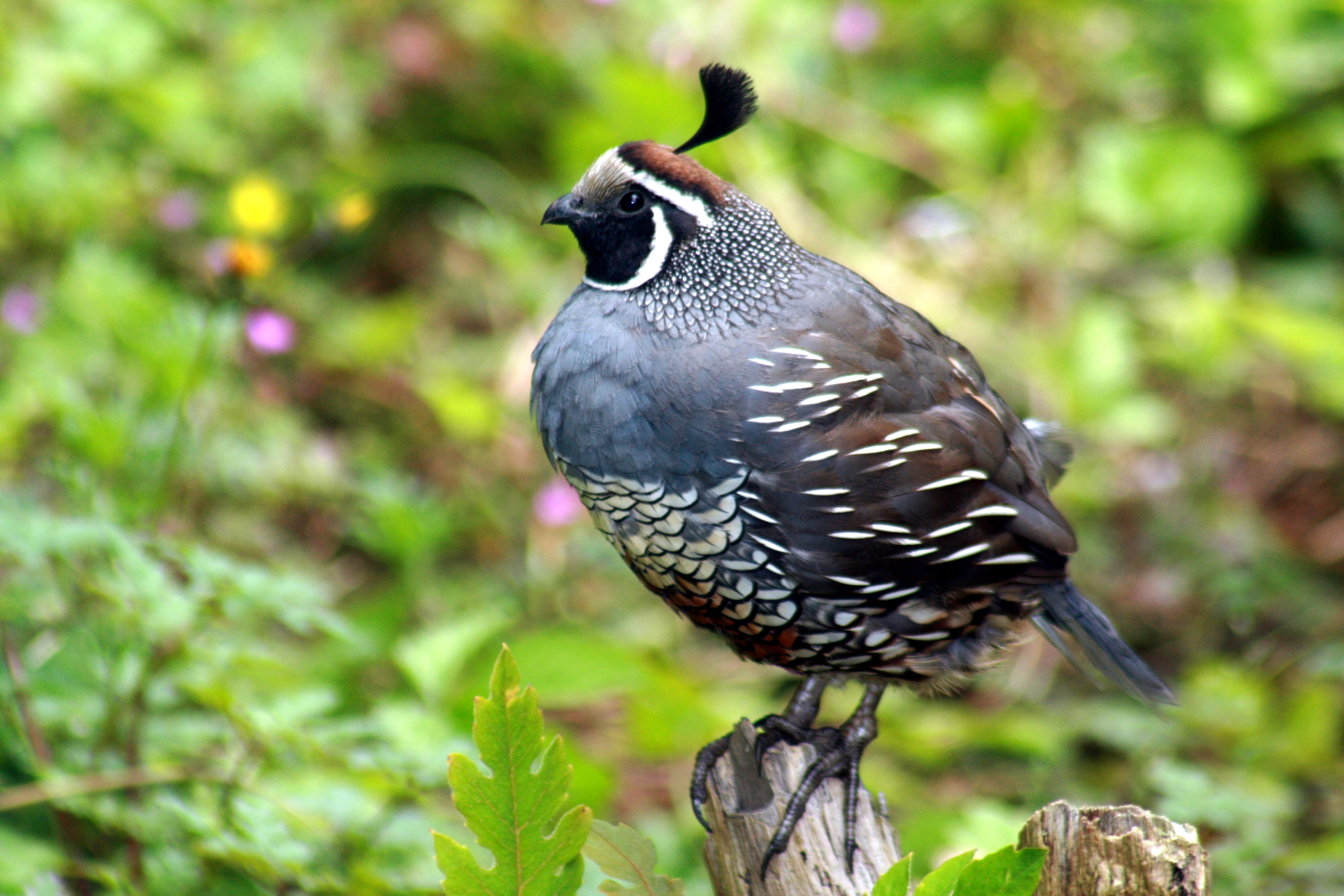
Перепелиця каліфорнійська інтродукована в 1870 році

- Перепелиця каліфорнійська, Callipepla californica (I)

Родина: Фазанові (Phasianidae)
- Фазан звичайний, Phasianus colchicus (I)

## Фламінгоподібні(Phoenicopteriformes)

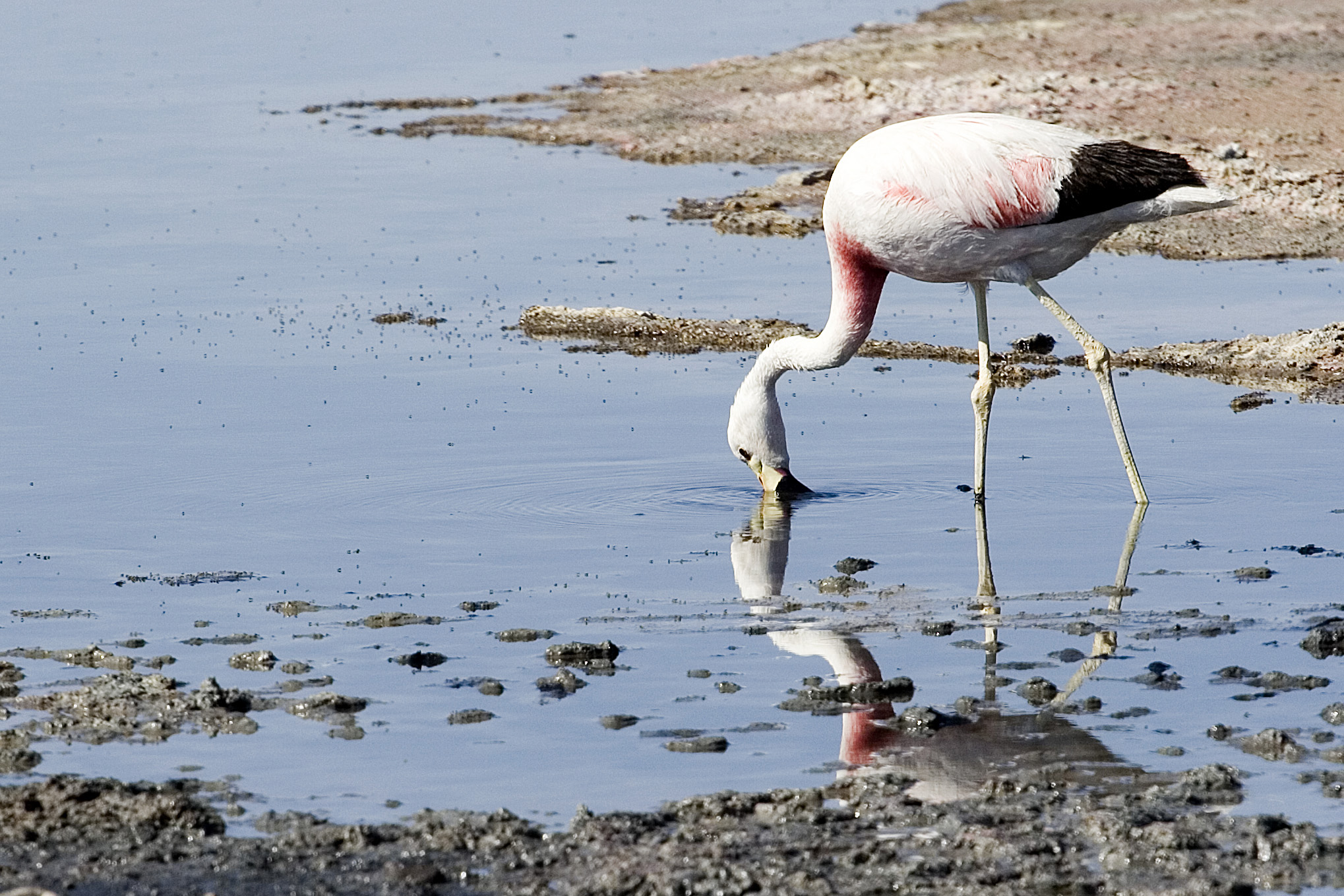
Андійські фламінго в Салар-де-Атакама. Трапляються поблизу солоних озер на північних високогір'ях

Родина: Фламінгові (Phoenicopteridae)
- Фламінго чилійський, Phoenicopterus chilensis
- Фламінго андійський, Phoenicoparrus andinus
- Фламінго жовтодзьобий, Phoenicoparrus jamesi

## Пірникозоподібні(Podicipediformes)
Родина: Пірникозові (Podicipedidae)

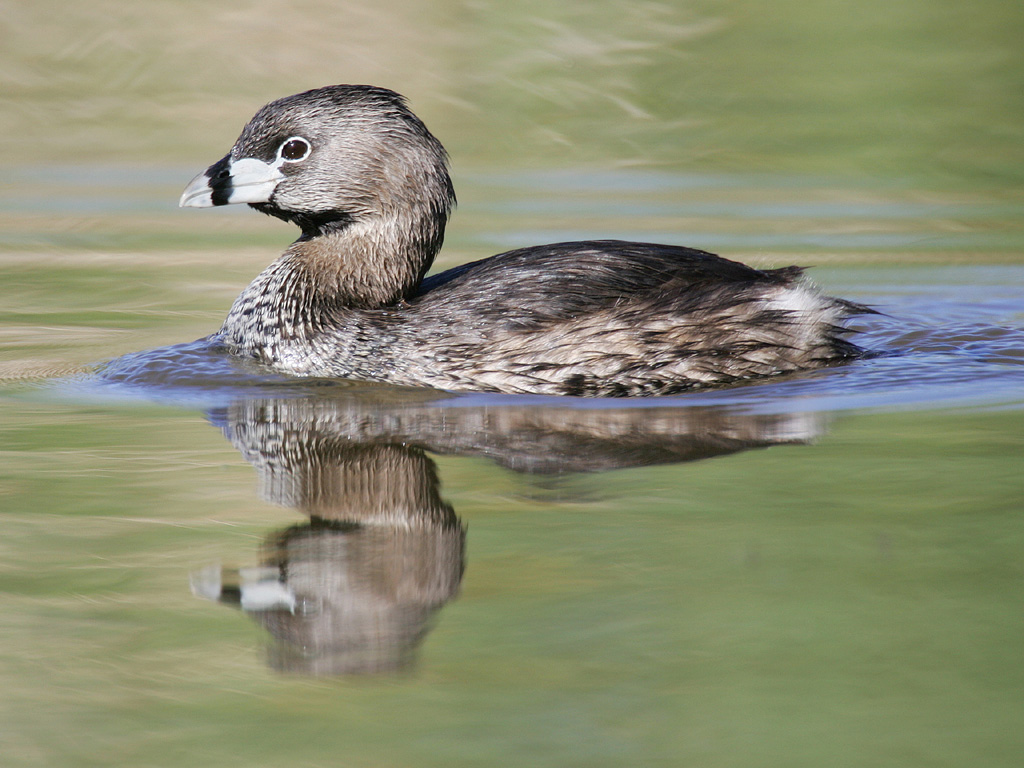
Рябодзьобі пірникози живуть на берегах озер і ставків

- Пірникоза Роланда, Rollandia rolland
- Пірникоза рябодзьоба, Podilymbus podiceps
- Пірникоза-голіаф, Podiceps major
- Пірникоза срібляста, Podiceps occipitalis
- Пірникоза аргентинська, Podiceps gallardoi (V)

## Голубоподібні(Columbiformes)
Родина: Голубові (Columbidae)
- Голуб сизий, Columba livia (I)

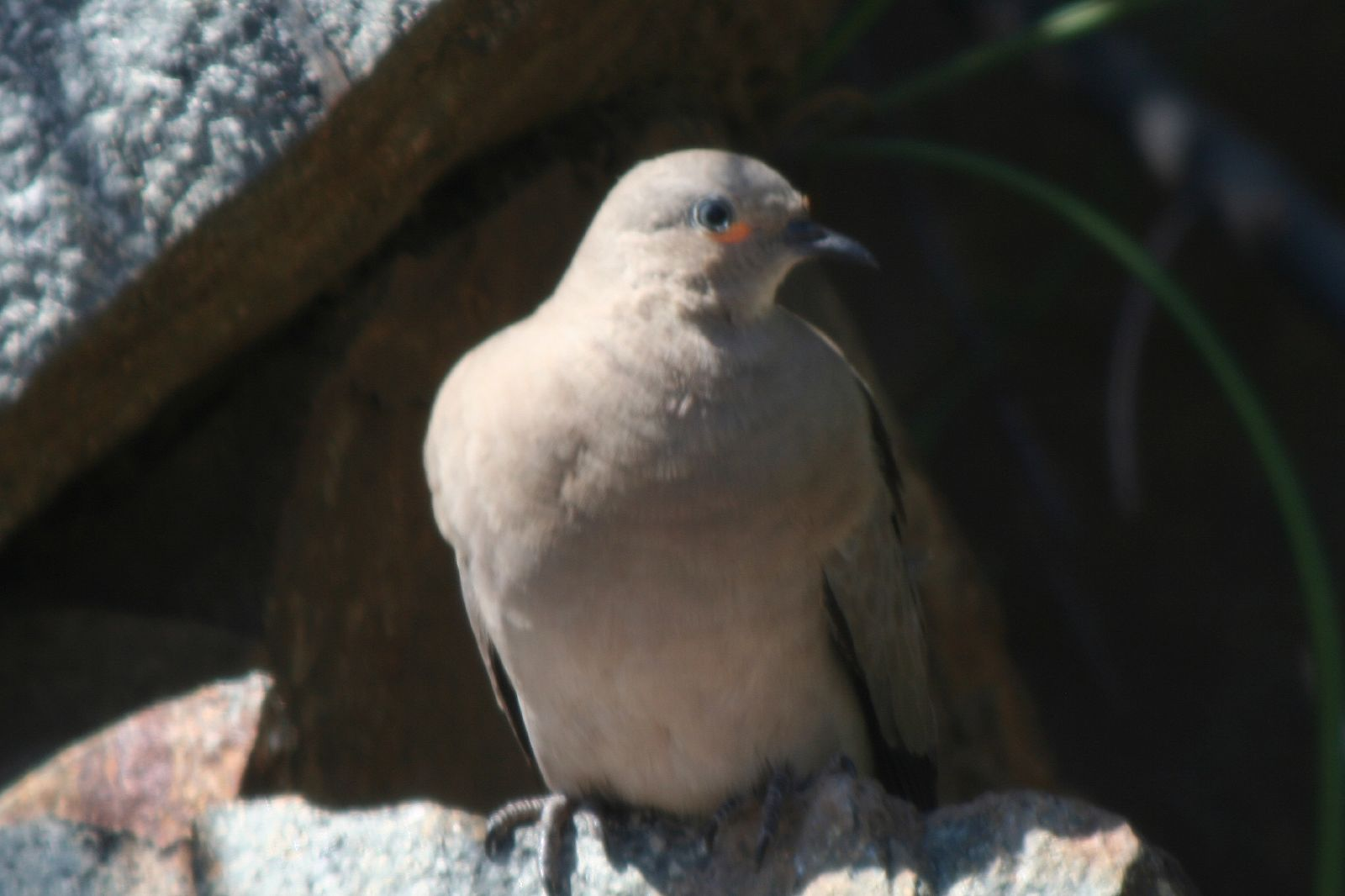
Болівійські горлички поширені в Андах

- Голуб аргентинський, Patagioenas picazuro (V)
- Голуб парагвайський, Patagioenas maculosa
- Голуб чилійський, Patagioenas araucana
- Zenaida meloda
- Zenaida auriculata
- Горличка перуанська, Metriopelia ceciliae
- Горличка болівійська, Metriopelia melanoptera
- Горличка аймарська, Metriopelia aymara
- Талпакоті коричневий, Columbina talpacoti (V)
- Пікуї, Columbina picui
- Талпакоті сіроголовий, Columbina cruziana

## Зозулеподібні(Cuculiformes)
Родина: Зозулеві (Cuculidae)

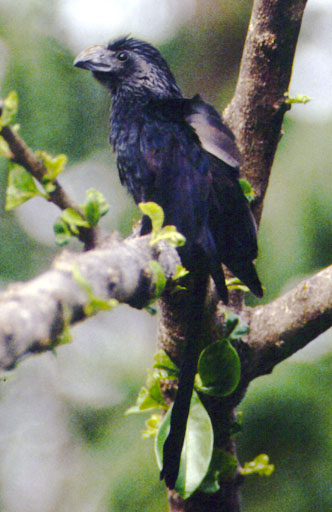
Малі ані зустрічаються на полях на півночі Чилі

- Ані малий, Crotophaga sulcirostris
- Кукліло бурий, Coccyzus melacoryphus (V)
- Кукліло північний, Coccyzus americanus (V)

## Дрімлюгоподібні(Caprimulgiformes)
Родина: Гуахарові (Steatornithidae)
- Гуахаро, Steatornis caripensis (V)

Родина: Потуєві (Nyctibiidae)
- Поту малий, Nyctibius griseus (V)

Родина: Дрімлюгові (Caprimulgidae)
- Анаперо малий, Chordeiles acutipennis (V)
- Анаперо віргінський, Chordeiles minor (V)
- Дрімлюга довгодзьобий, Systellura longirostris
- Дрімлюга перуанський, Systellura decussata

## Серпокрильцеподібні(Apodiformes)
Родина: Серпокрильцеві (Apodidae)
- Свіфт болівійський, Streptoprocne zonaris (V)
- Голкохвіст східний, Chaetura pelagica
- Серпокрилець андійський, Aeronautes andecolus

Родина: Колібрієві (Trochilidae)

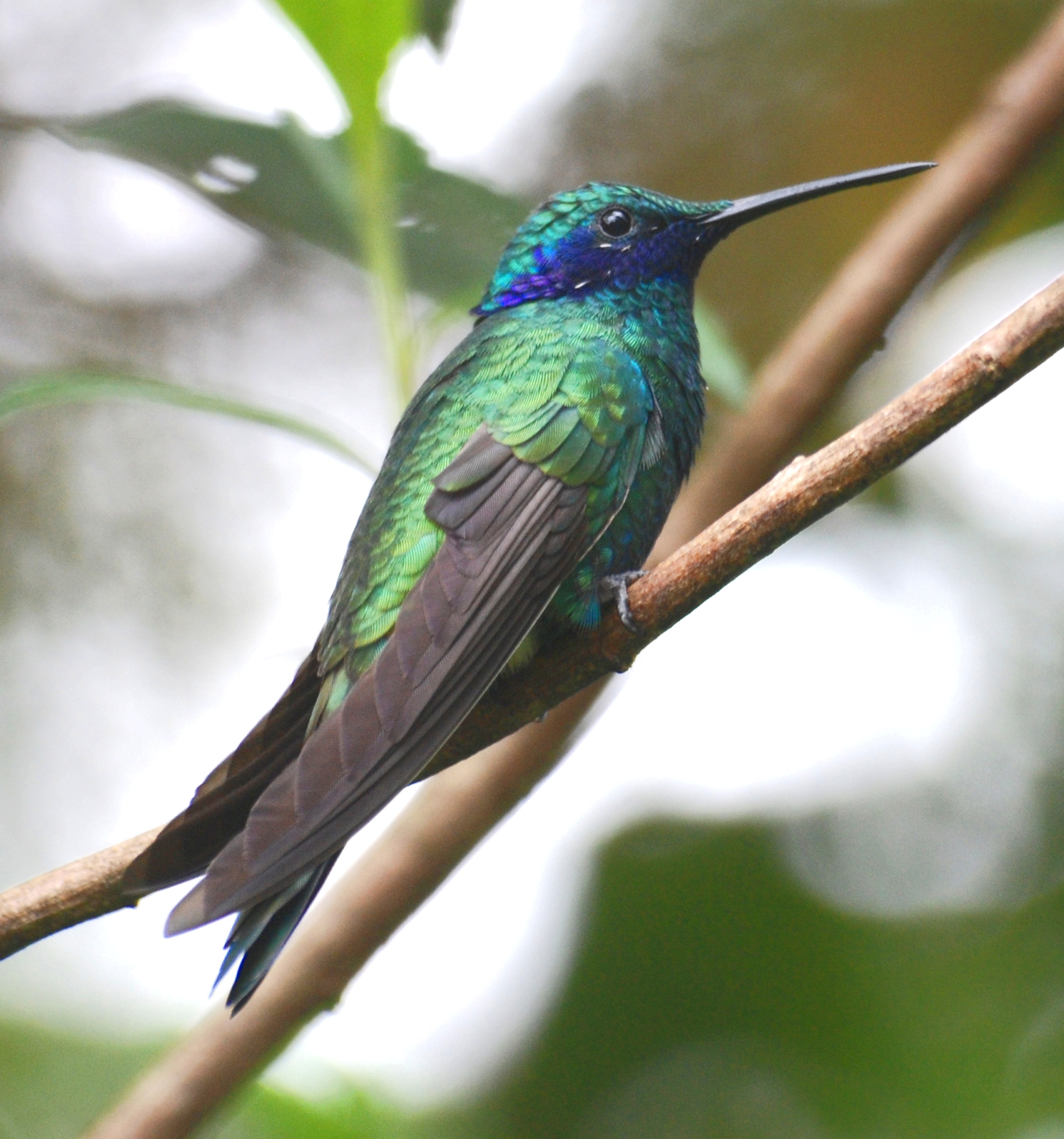
Колібрі синьочеревий мешкає на півночі Чилі

- Колібрі синьочеревий, Colibri coruscans
- Колібрі вогнеголовий, Sephanoides sephaniodes
- Колібрі фернандеський, Sephanoides fernandensis (E)
- Колібрі-плямохвіст андійський, Oreotrochilus estella
- Колібрі-плямохвіст білобокий, Oreotrochilus leucopleurus
- Колібрі велетенський, Patagona gigas
- Колібрі чилійський, Eulidia yarrellii (E)
- Колібрі оазовий, Rhodopis vesper
- Колібрі перуанський, Thaumastura cora
- Колібрі-смарагд золоточеревий, Chlorostilbon lucidus (V)

## Журавлеподібні(Gruiformes)
Родина: Арамові (Aramidae)
- Арама, Aramus guarauna (V)

Родина: Пастушкові (Rallidae)

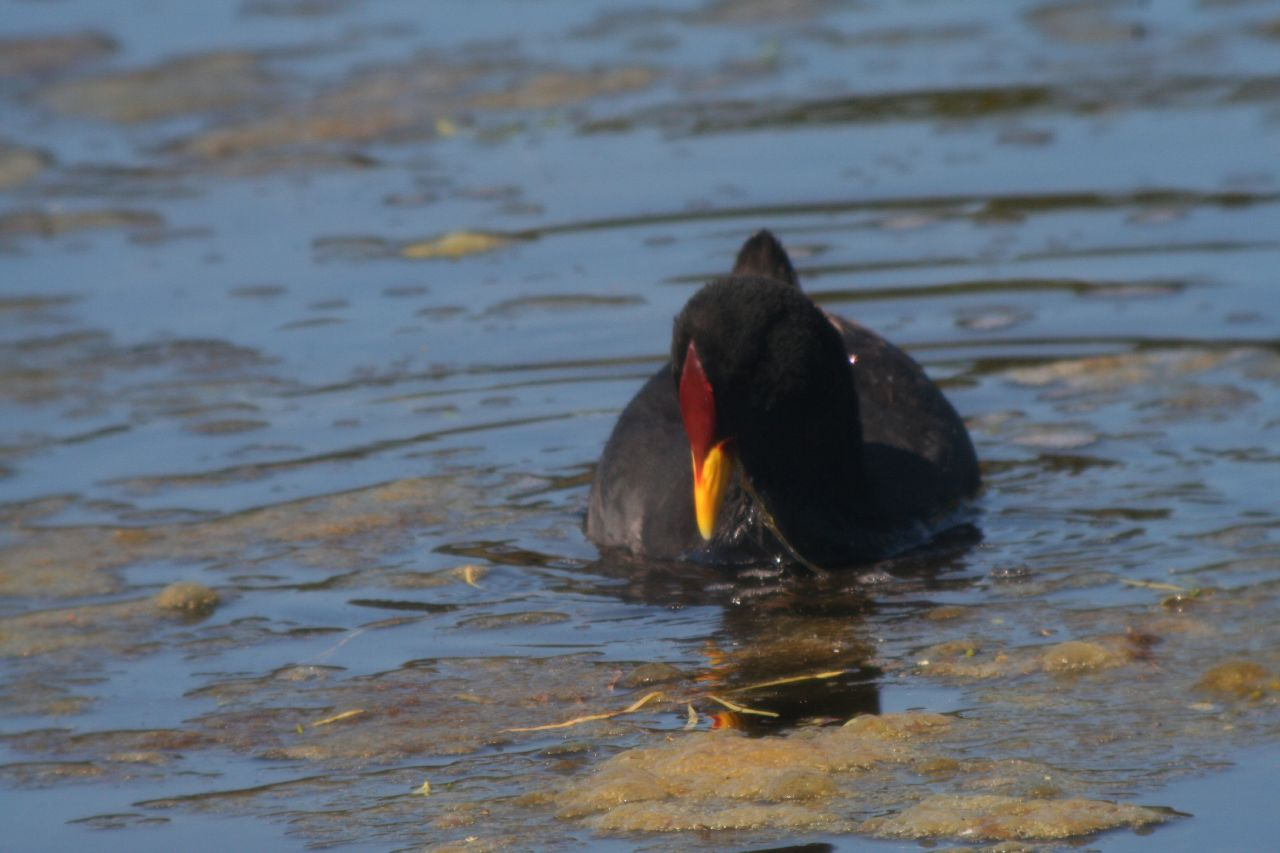
Червонолоба лиска мешкає в густих заростях на низинних болотах

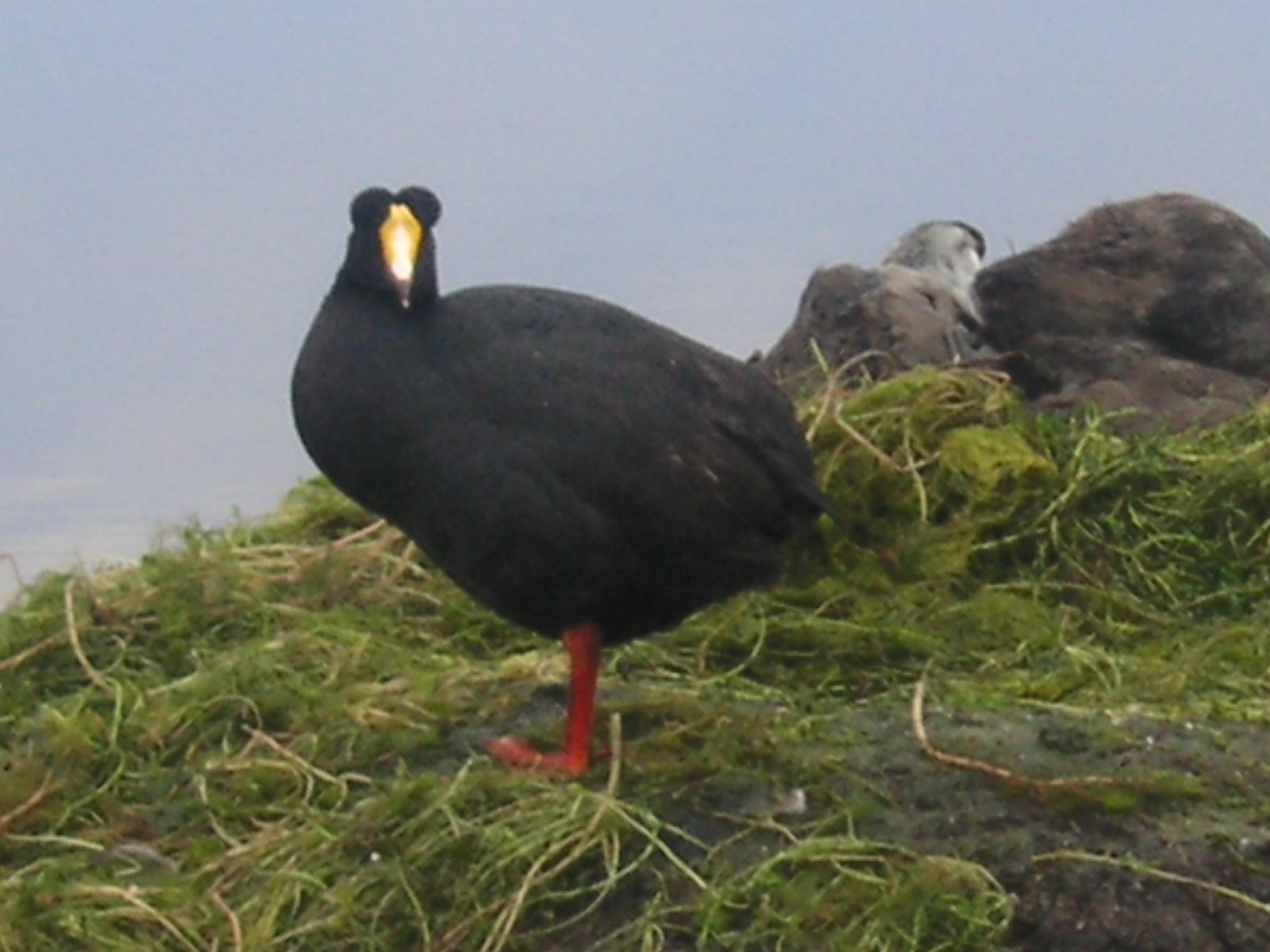
Гігантська лиска мешкає на північних високогір'ях

- Пастушок патагонський, Rallus antarcticus
- Porphyrio martinicus (V)
- Погонич американський, Laterallus jamaicensis
- Пастушок строкатий, Pardirallus maculatus (V)
- Пастушок аргентинський, Pardirallus sanguinolentus
- Курочка плямистобока, Porphyriops melanops
- Погонич уругвайський, Laterallus spiloptera
- Курочка латиноамериканська, Gallinula galeata
- Лиска червонолоба, Fulica rufifrons
- Лиска рогата, Fulica cornuta
- Лиска гігантська, Fulica gigantea
- Лиска жовтодзьоба, Fulica armillata
- Лиска андійська, Fulica ardesiaca
- Лиска золотолоба, Fulica leucoptera

## Сивкоподібні(Charadriiformes)
Родина: Сивкові (Charadriidae)

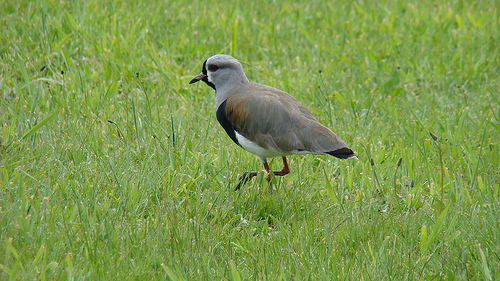
Чилійська чайка мешкає на відкритих місцевостях

- Сивка американська, Pluvialis dominica
- Сивка морська, Pluvialis squatarola
- Хрустан тонкодзьобий, Oreopholus ruficollis
- Чайка чилійська, Vanellus chilensis
- Чайка андійська, Vanellus resplendens
- Пісочник пампасовий, Charadrius collaris
- Пісочник крикливий, Charadrius vociferus
- Пісочник канадський, Charadrius semipalmatus
- Пісочник довгодзьобий, Charadrius wilsonia (V)
- Пісочник сірощокий, Charadrius modestus
- Пісочник степовий, Charadrius alticola
- Пісочник фолклендський, Charadrius falklandicus
- Пісочник американський, Charadrius nivosus
- Пісочник андійський, Phegornis mitchellii

Родина: Куликосорокові (Haematopodidae)

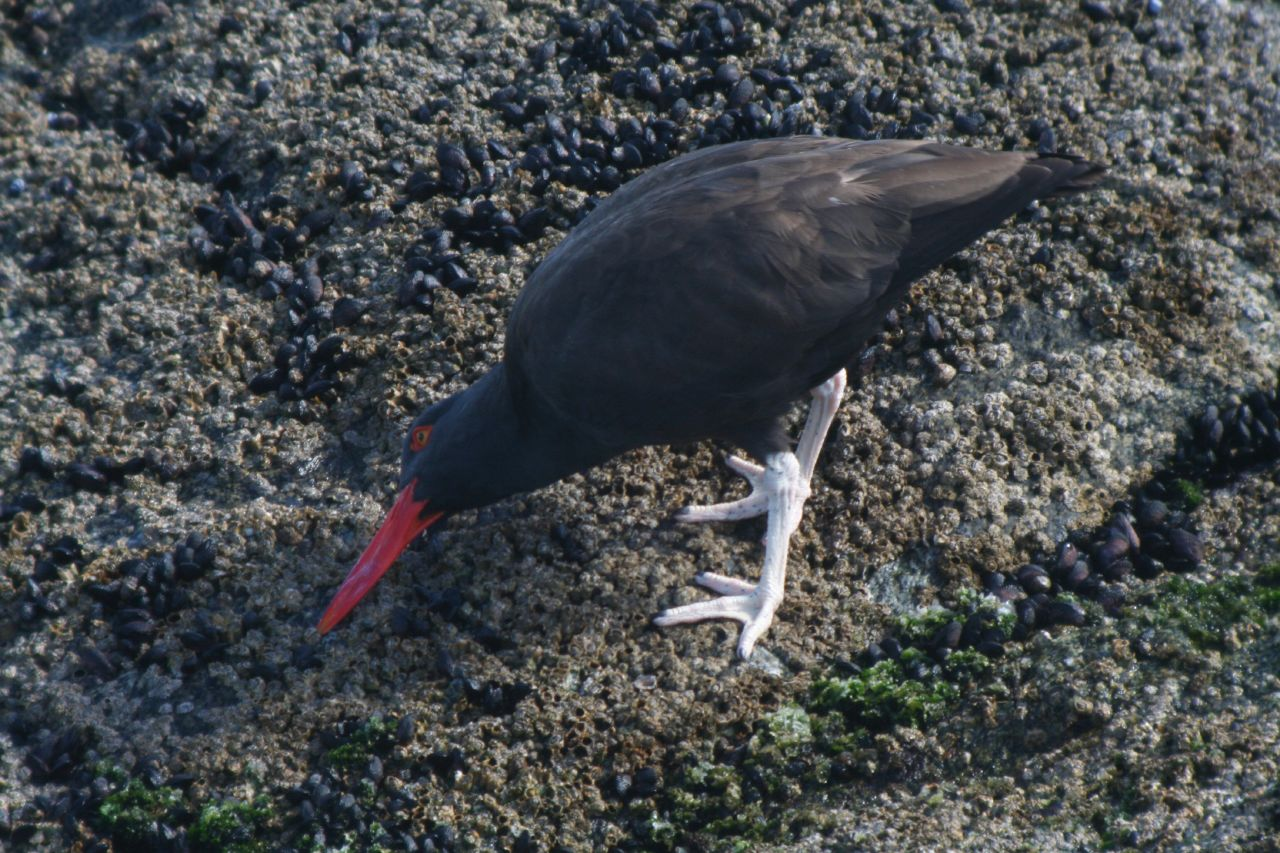
Кулик-сорока південний живе на скелястих берегах

- Кулик-сорока американський, Haematopus palliatus
- Кулик-сорока південний, Haematopus ater
- Кулик-сорока магеланський, Haematopus leucopodus

Родина: Чоботарові (Recurvirostridae)
- Himantopus mexicanus
- Чоботар гірський, Recurvirostra andina

Родина: Лежневі (Burhinidae)
- Лежень перуанський, Burhinus superciliaris

Родина: Сніжницеві (Chionidae)

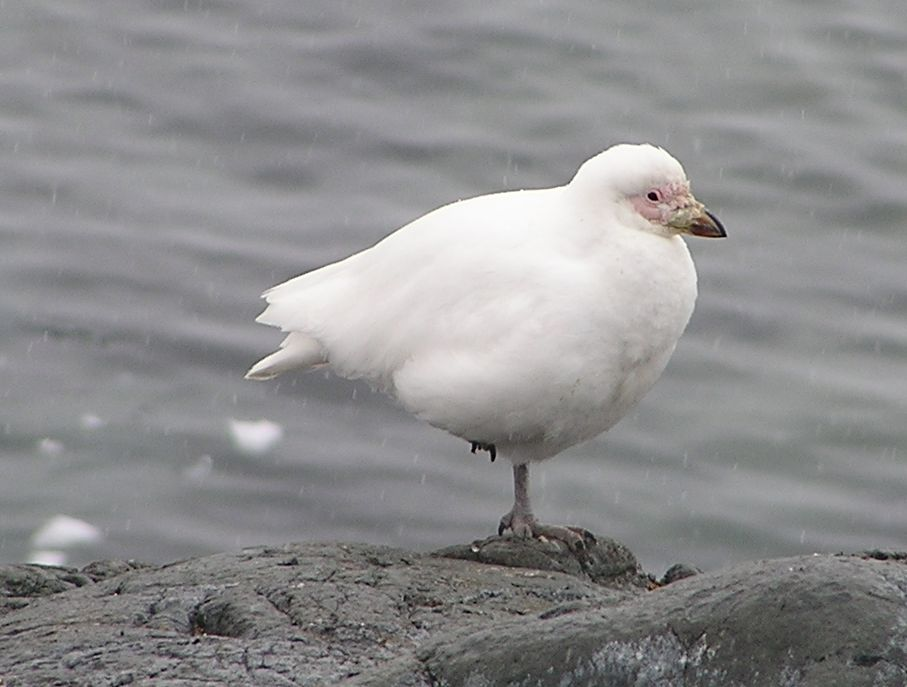
Сніжниця жовтодзьоба трапляється біля південних берегів Чилі

- Сніжниця жовтодзьоба, Chionis albus

Родина: Послотюхові (Pluvianellidae)
- Послотюх, Pluvianellus socialis

Родина: Баранцеві (Scolopacidae)
- Бартрамія, Bartramia longicauda

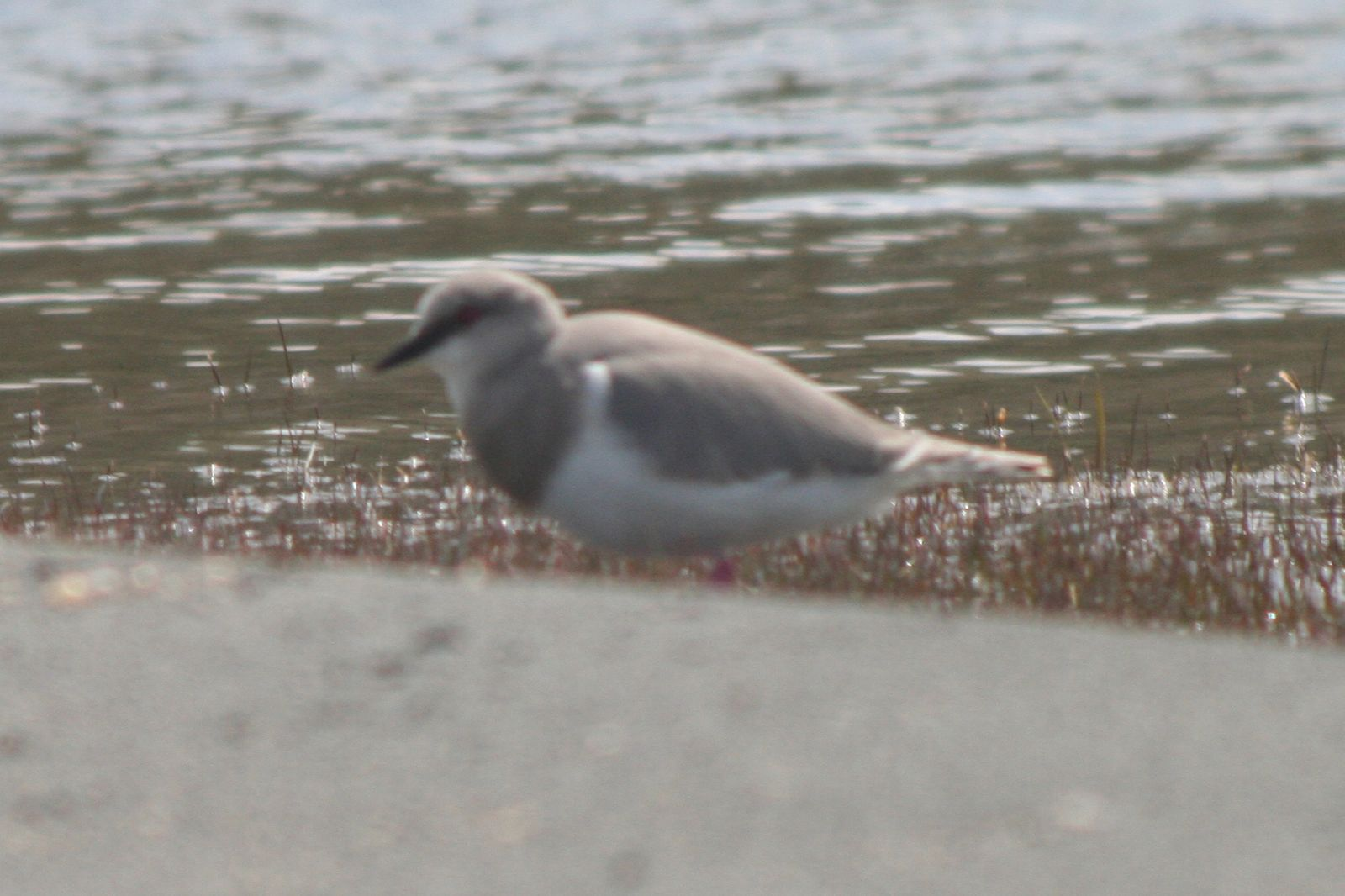
Послотюх гніздяться на берегах солоних озер озер Патагонії

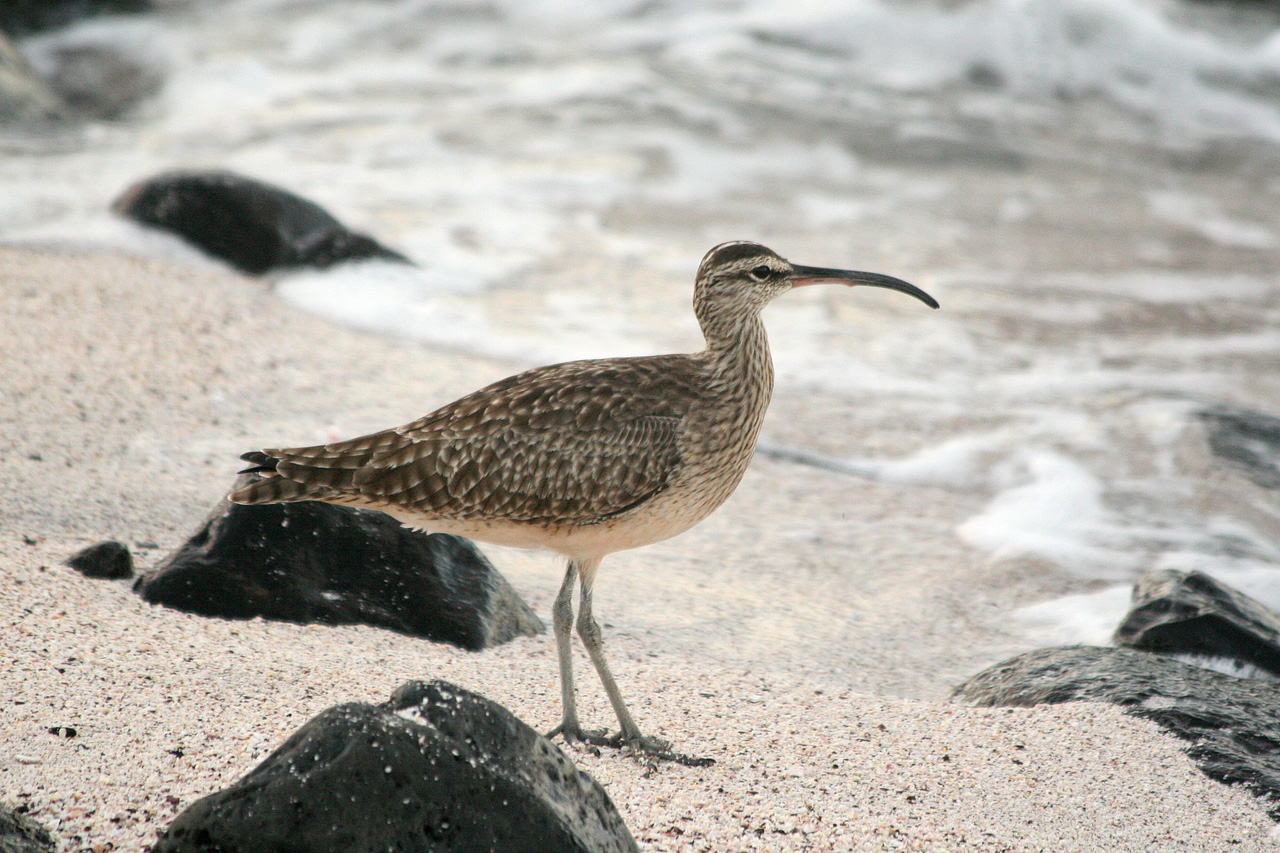
Кульон середній мігрує до Чилі з Північної Америки

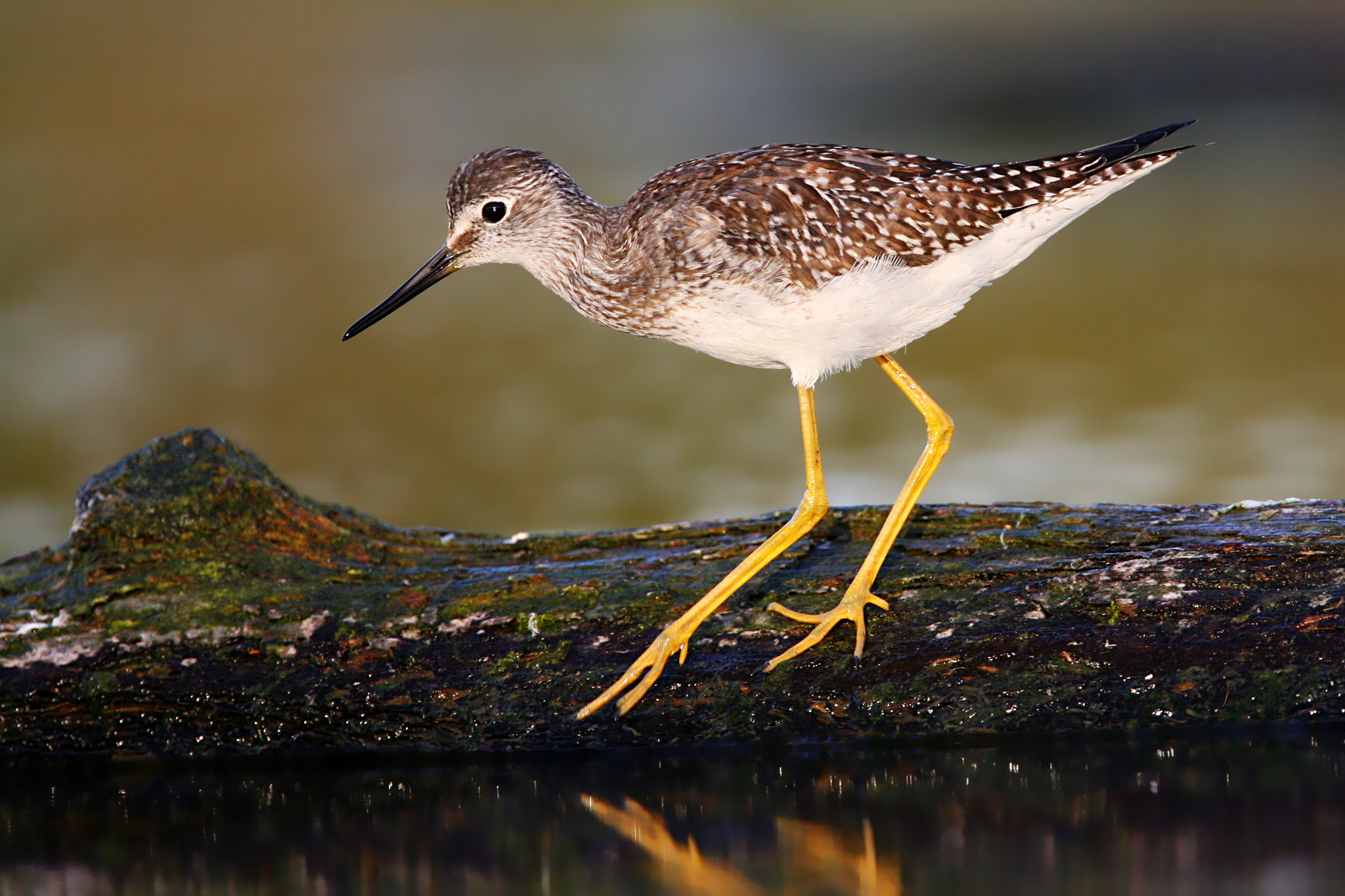
Коловодник жовтоногий мігрує на болота Чилі

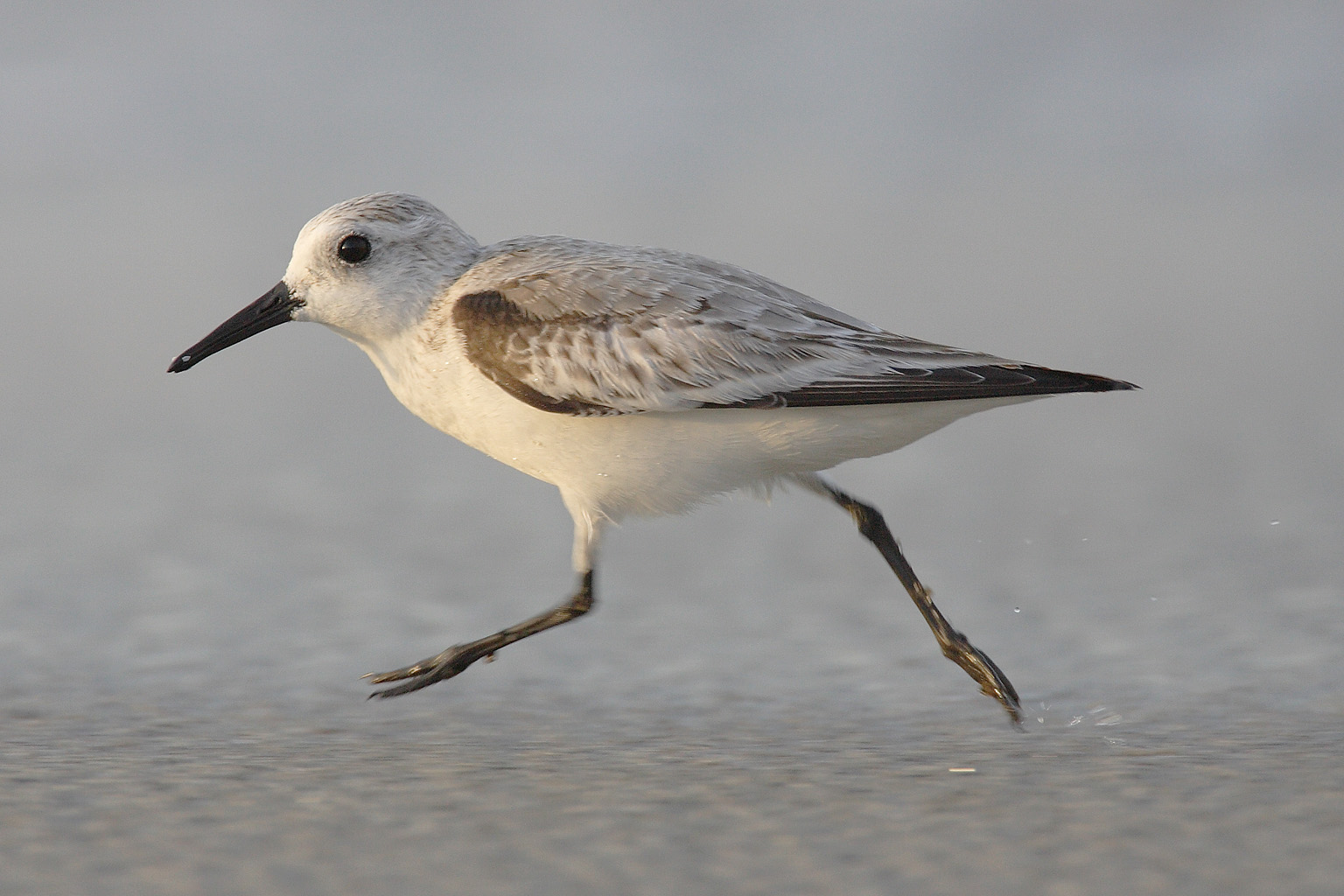
Побережник білий живе на піщаних пляжах

- Кульон ескімоський, Numenius borealis (ймовірно вимер)
- Кульон гудзонський, Numenius hudsonicus
- Грицик малий, Limosa lapponica (V)
- Грицик канадський, Limosa haemastica
- Грицик чорнохвостий, Limosa fedoa (V)
- Крем'яшник звичайний, Arenaria interpres
- Побережник ісландський, Calidris canutus
- Побережник американський, Calidris virgata
- Побережник довгоногий, Calidris himantopus
- Побережник червоногрудий, Calidris ferruginea (V)
- Побережник білий, Calidris alba
- Побережник канадський, Calidris bairdii
- Побережник-крихітка, Calidris minutilla
- Побережник білогрудий, Calidris fuscicollis
- Жовтоволик, Calidris subruficollis (V)
- Побережник арктичний, Calidris melanotos
- Побережник тундровий, Calidris pusilla
- Побережник аляскинський, Calidris mauri
- Неголь короткодзьобий, Limnodromus griseus (V)
- Баранець фуезький, Gallinago stricklandii
- Баранець південний, Gallinago magellanica
- Баранець пунанський, Gallinago andina
- Плавунець довгодзьобий, Phalaropus tricolor
- Плавунець круглодзьобий, Phalaropus lobatus (V)
- Плавунець плоскодзьобий, Phalaropus fulicarius
- Набережник плямистий, Actitis macularius
- Коловодник малий, Tringa solitaria (V)
- Коловодник аляскинський, Tringa incana (V)
- Коловодник строкатий, Tringa melanoleuca
- Коловодник американський, Tringa semipalmata
- Коловодник жовтоногий, Tringa flavipes

Родина: Тинокорові (Thinocoridae)
- Атагіс рудочеревий, Attagis gayi
- Атагіс білочеревий, Attagis malouinus
- Тинокор великий, Thinocorus orbignyianus
- Тинокор чилійський, Thinocorus rumicivorus

Родина: Яканові (Jacanidae)
- Якана червонолоба, Jacana jacana (V)

Родина: Мальованцеві (Rostratulidae)
- Мальованець аргентинський, Nycticryphes semicollaris

Родина: Поморникові (Stercorariidae)
- Поморник чилійський, Stercorarius chilensis
- Поморник антарктичний, Stercorarius maccormicki
- Поморник фолклендський, Stercorarius antarctica (V)
- Поморник середній, Stercorarius pomarinus
- Поморник короткохвостий, Stercorarius parasiticus
- Поморник довгохвостий, Stercorarius longicaudus

Родина: Мартинові (Laridae)

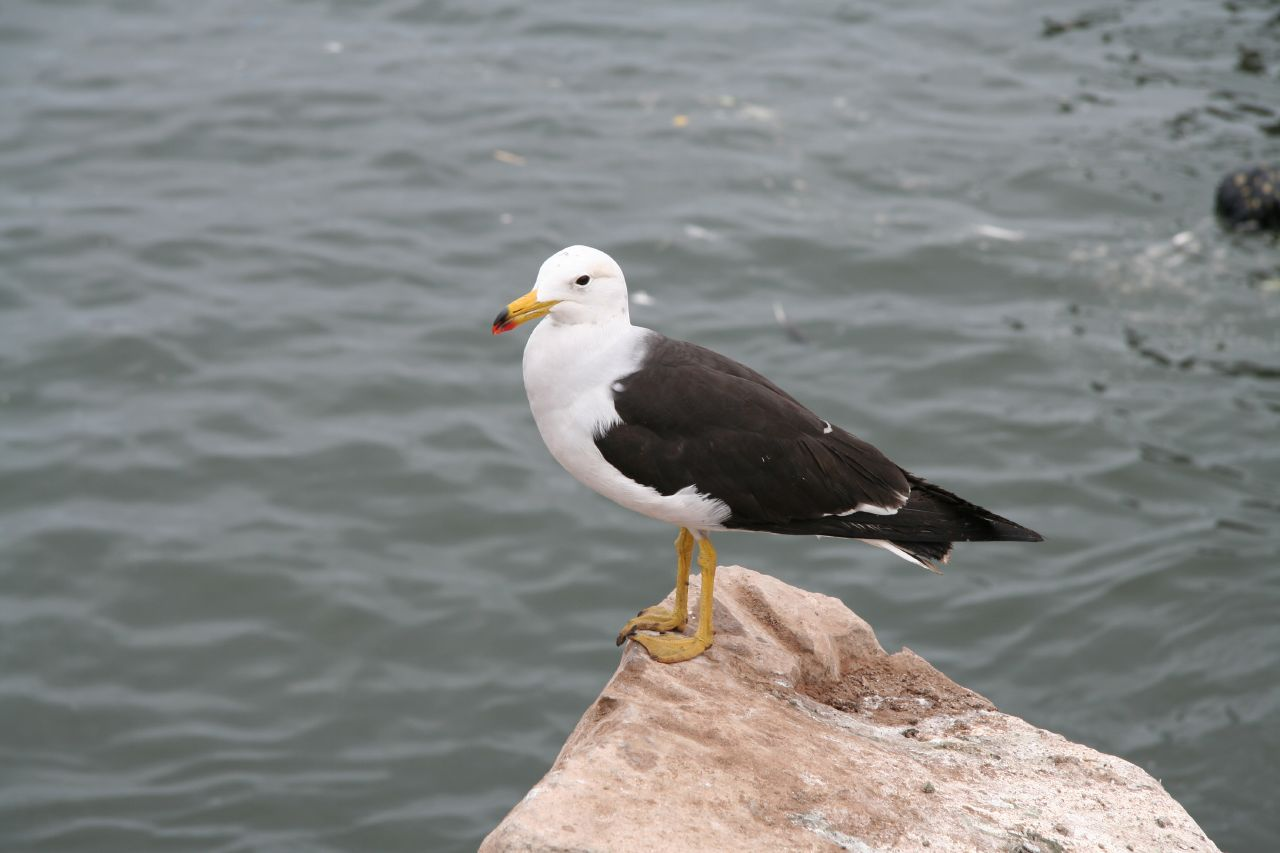
Мартин перуанський поширений на північних узбережжях

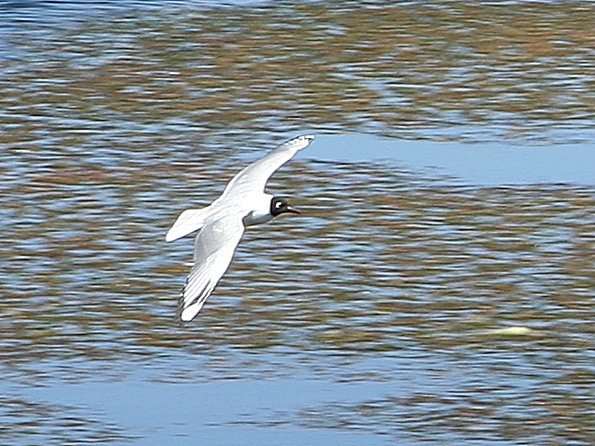
Мартин андійський гніздиться на високогірних болотах

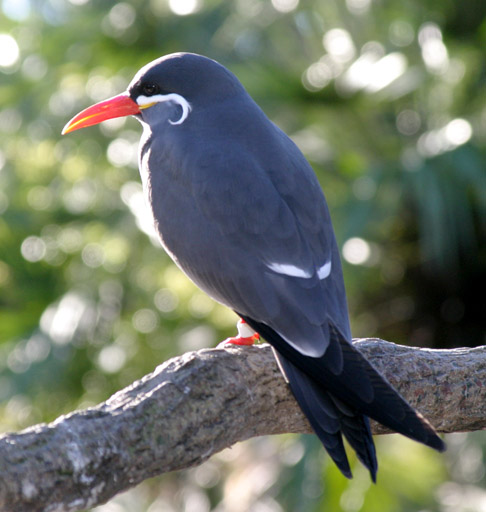
Крячок-інка мешкає у водах Перуанської течії

- Мартин галапагоський, Creagrus furcatus
- Мартин вилохвостий, Xema sabini
- Мартин канадський, Chroicocephalus philadelphia (V)
- Мартин андійський, Chroicocephalus serranus
- Мартин патагонський, Chroicocephalus maculipennis
- Мартин сіроголовий, Chroicocephalus cirrocephalus
- Мартин магеланський, Leucophaeus scoresbii
- Мартин сірий, Leucophaeus modestus
- Leucophaeus atricilla (V)
- Мартин ставковий, Leucophaeus pipixcan
- Мартин перуанський, Larus belcheri
- Мартин домініканський, Larus dominicanus
- Мартин американський, Larus smithsonianus (V)
- Крячок бурий, Anous stolidus
- Крячок сірокрилий, Anous albivitta
- Крячок строкатий, Onychoprion fuscatus
- Крячок бурокрилий, Onychoprion anaethetus (V)
- Крячок карибський, Sternula antillarum (V)
- Крячок перуанський, Sternula lorata
- Крячок великодзьобий, Phaetusa simplex (H)
- Крячок чорнодзьобий, Gelochelidon nilotica (V)
- Крячок-інка, Larosterna inca
- Крячок чорний, Chlidonias niger (V)
- Крячок річковий, Sterna hirundo
- Крячок полярний, Sterna paradisaea
- Крячок американський, Sterna hirundinacea
- Крячок антарктичний, Sterna vittata (H)
- Крячок білоголовий, Sterna trudeaui
- Крячок каліфорнійський, Thalasseus elegans
- Крячок рябодзьобий, Thalasseus sandvicensis
- Крячок королівський, Thalasseus maximus (V)
- Водоріз американський, Rynchops niger

## Фаетоноподібні(Phaethontiformes)
Родина: Фаетонові (Phaethontidae)

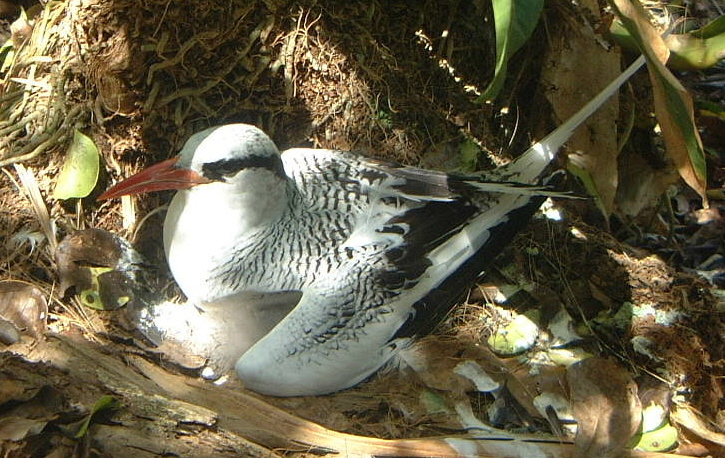
Червонодзьобі фаетони масово гніздяться на острові Чаньяраль

- Фаетон червонодзьобий, Phaethon aethereus
- Фаетон червонохвостий, Phaethon rubricauda
- Фаетон білохвостий, Phaethon lepturus

## Пінгвіноподібні(Sphenisciformes)
Родина: Пінгвінові (Spheniscidae)

Магелланські пінгвіни гніздяться в колоніях на півдні Чилі

- Пінгвін королівський, Aptenodytes patagonicus
- Пінгвін імператорський, Aptenodytes forsteri (V)
- Пінгвін-шкіпер, Pygoscelis papua
- Пінгвін антарктичний, Pygoscelis antarctica (V)
- Пінгвін малий, Eudyptula minor (V)
- Пінгвін Гумбольдта, Spheniscus humboldti
- Пінгвін магеланський, Spheniscus magellanicus
- Пінгвін золотоволосий, Eudyptes chrysolophus
- Пінгвін чубатий, Eudyptes chrysocome

## Буревісникоподібні(Procellariiformes)
Родина: Альбатросові (Diomedeidae)
- Альбатрос галапагоський, Phoebastria irrorata (V)
- Альбатрос королівський, Diomedea epomophora
- Альбатрос мандрівний, Diomedea exulans
- Альбатрос бурий, Phoebetria fusca (V)
- Альбатрос довгохвостий, Phoebetria palpebrata
- Альбатрос чорнобровий, Thalassarche melanophris
- Альбатрос сіроголовий, Thalassarche chrysostoma
- Альбатрос Буллера, Thalassarche bulleri
- Альбатрос сірощокий, Thalassarche cauta (V)
- Альбатрос баунтійський, Thalassarche salvini
- Альбатрос чатемський, Thalassarche eremita

Родина: Океанникові (Oceanitidae)
- Фрегета білочерева, Fregetta grallaria
- Фрегета чорночерева, Fregetta tropica (V)
- Океанник Вільсона, Oceanites oceanicus
- Океанник чилоєський, Oceanites pincoyae
- Океанник Еліота, Oceanites gracilis
- Океанник сіроспинний, Garrodia nereis (V)
- Океанник білобровий, Pelagodroma marina

Родина: Качуркові (Hydrobatidae)
- Качурка галапагоська, Hydrobates tethys
- Качурка Маркгама, Hydrobates markhami
- Качурка кільчаста, Hydrobates hornbyi

Родина: Буревісникові (Procellariidae)

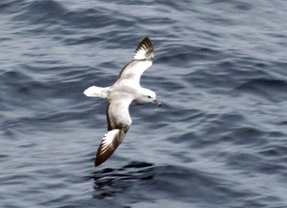
Південні буревісники взимку часто з'являються біля чилийського узбережжя

- Буревісник гігантський, Macronectes giganteus
- Буревісник велетенський, Macronectes halli
- Буревісник кочівний, Fulmarus glacialis (V)
- Буревісник південний, Fulmarus glacialoides
- Буревісник антарктичний, Thalassoica antarctica (V)
- Пінтадо, Daption capense
- Тайфунник кергеленський, Aphrodroma brevirostris (V)
- Тайфунник білолобий, Pterodroma leucoptera (V)
- Тайфунник довгокрилий, Pterodroma macroptera (V)
- Тайфунник м'якоперий, Pterodroma mollis (V)
- Тайфунник білоголовий, Pterodroma lessonii (H)
- Тайфунник Кука, Pterodroma cookii (V)
- Тайфунник австралійський, Pterodroma nigripennis (V)
- Тайфунник Дефіліпа, Pterodroma defilippiana
- Тайфунник Штейнегера, Pterodroma longirostris
- Тайфунник Мерфі, Pterodroma ultima (V)
- Тайфунник кермадецький, Pterodroma neglecta
- Тайфунник Піла, Pterodroma inexpectata (H)
- Тайфунник тихоокеанський, Pterodroma externa
- Буревісник блакитний, Halobaena caerulea
- Пріон широкодзьобий, Pachyptila vittata (V)
- Пріон антарктичний, Pachyptila desolata
- Пріон тонкодзьобий, Pachyptila belcheri
- Буревісник сірий, Procellaria cinerea (V)
- Буревісник білогорлий, Procellaria aequinoctialis
- Буревісник чорний, Procellaria parkinsoni
- Буревісник новозеландський, Procellaria westlandica
- Буревісник Бюлера, Ardenna bulleri
- Буревісник сивий, Ardenna griseus
- Буревісник великий, Ardenna gravis
- Буревісник рожевоногий, Ardenna creatopus
- Буревісник світлоногий, Ardenna carneipes (V)
- Буревісник малий, Puffinus puffinus
- Буревісник-крихітка тристанський, Puffinus elegans
- Пуфінур перуанський, Pelecanoides garnotii
- Пуфінур великий, Pelecanoides urinatrix
- Пуфінур магеланський, Pelecanoides magellani

## Лелекоподібні(Ciconiiformes)
Родина: Лелекові (Ciconiidae)
- Магуарі, Ciconia maguari (V)
- Міктерія, Mycteria americana (V)

## Сулоподібні(Suliformes)
Родина: Фрегатові (Fregatidae)
- Фрегат карибський, Fregata magnificens (V)
- Фрегат тихоокеанський, Fregata minor

Родина: Сулові (Sulidae)
- Сула блакитнонога, Sula nebouxii
- Сула перуанська, Sula variegata
- Сула жовтодзьоба, Sula dactylatra
- Сула червононога, Sula sula (V)
- Сула білочерева, Sula leucogaster (V)
- Сула насканська, Sula granti (V)

Родина: Бакланові (Phalacrocoracidae)

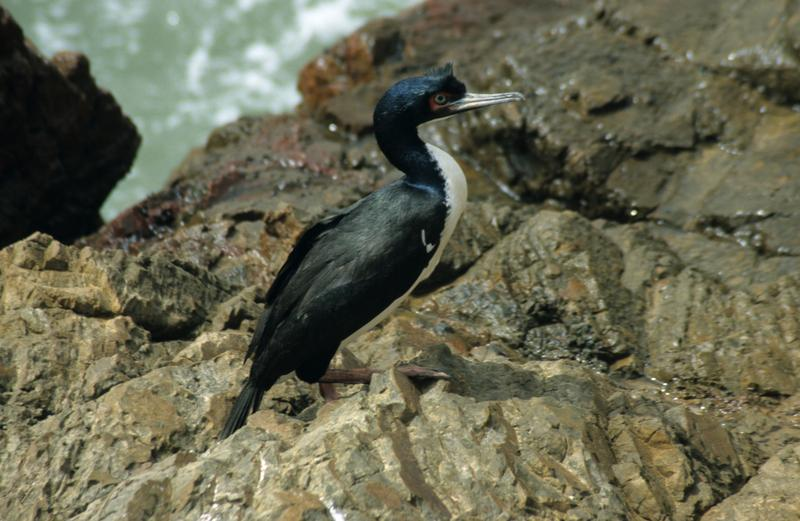
Перуанські баклани утворюють колонії на чилійських островах

- Баклан червононогий, Phalacrocorax gaimardi
- Баклан бразильський, Phalacrocorax brasilianus
- Баклан магеланський, Phalacrocorax magellanicus
- Баклан перуанський, Phalacrocorax bougainvillii
- Баклан імператорський, Phalacrocorax atriceps

## Пеліканоподібні(Pelecaniformes)
Родина: Пеліканові (Pelecanidae)

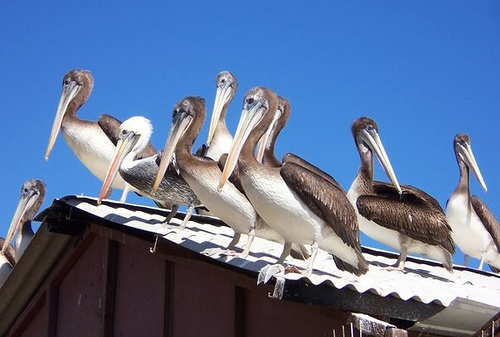
Перуанські пелікани мешкає у водах Перуанської течії

- Пелікан бурий, Pelecanus occidentalis (V)
- Пелікан перуанський, Pelecanus thagus

Родина: Чаплеві (Ardeidae)

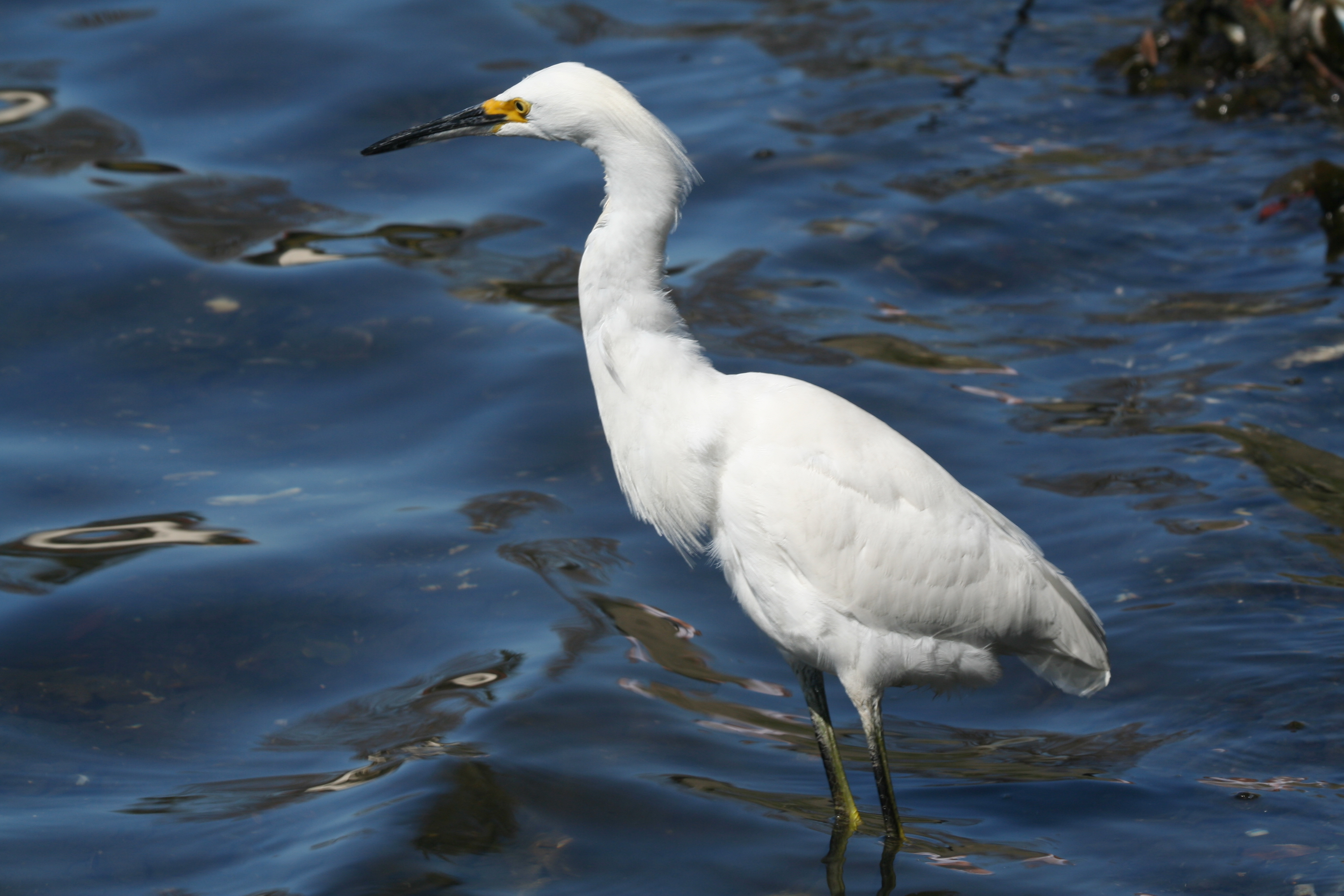
Американська чепура поширена в Чилі

- Бугайчик американський, Ixobrychus exilis (V)
- Бугайчик аргентинський, Ixobrychus involucris
- Квак звичайний, Nycticorax nycticorax
- Квак чорногорлий, Nyctanassa violacea (V)
- Чапля мангрова, Butorides striata (V)
- Чапля єгипетська, Bubulcus ibis
- Кокої, Ardea cocoi
- Чепура велика, Ardea alba
- Чапля-свистун, Syrigma sibilatrix (V)
- Чепура трибарвна, Egretta tricolor (V)
- Чепура американська, Egretta thula
- Чепура блакитна, Egretta caerulea

Родина: Ібісові (Threskiornithidae)

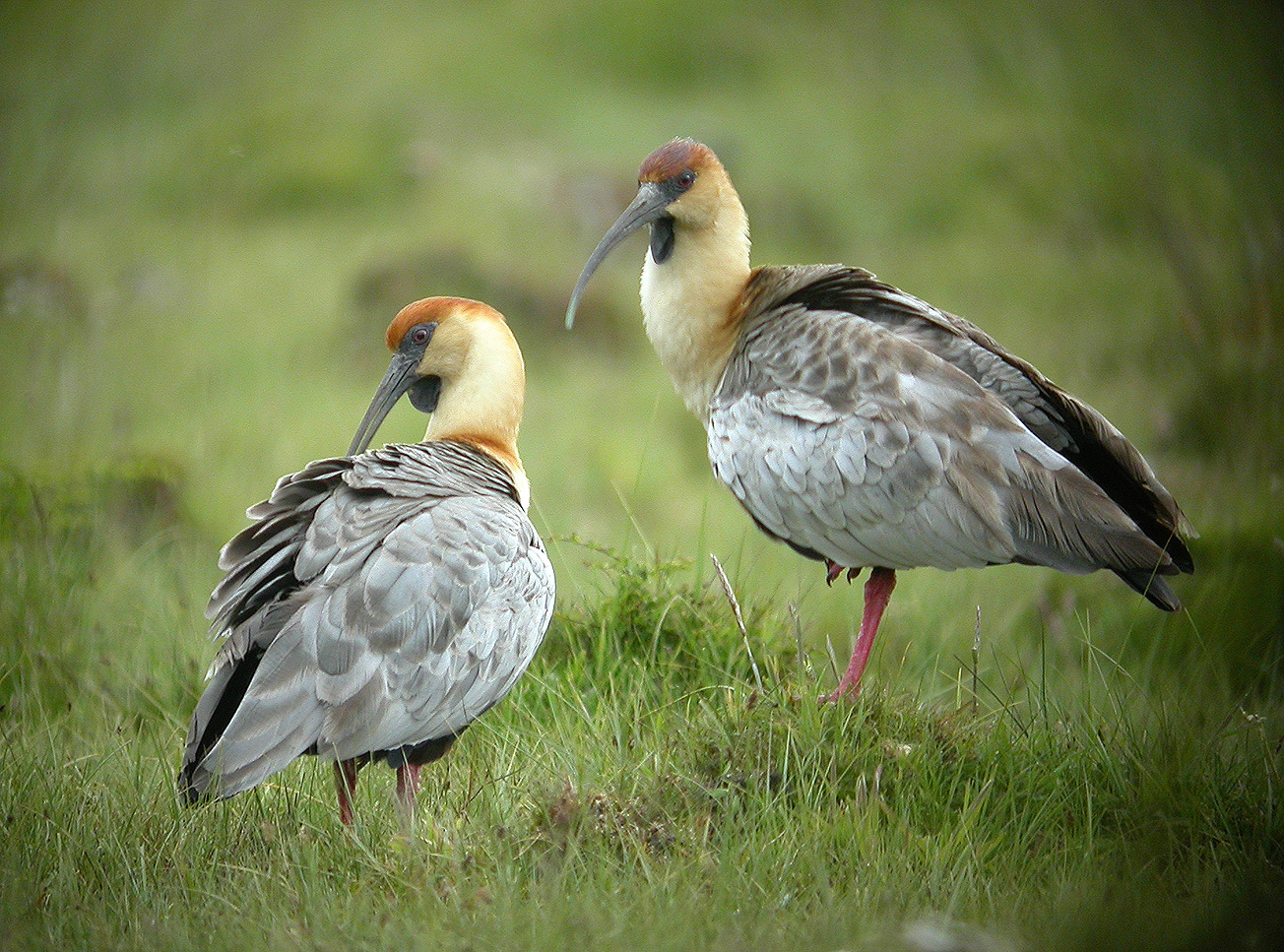
Сірокрилі ібіси живуть зграями на чилійських рівнинах

- Коровайка американська, Plegadis chihi
- Коровайка тонкодзьоба, Plegadis ridgwayi
- Ібіс чорний, Phimosus infuscatus (V)
- Theristicus branickii
- Ібіс сірокрилий, Theristicus melanopis
- Косар рожевий, Platalea ajaja (V)

## Катартоподібні(Cathartiformes)
Родина: Катартові (Cathartidae)
- Кондор андійський, Vultur gryphus
- Урубу, Coragyps atratus

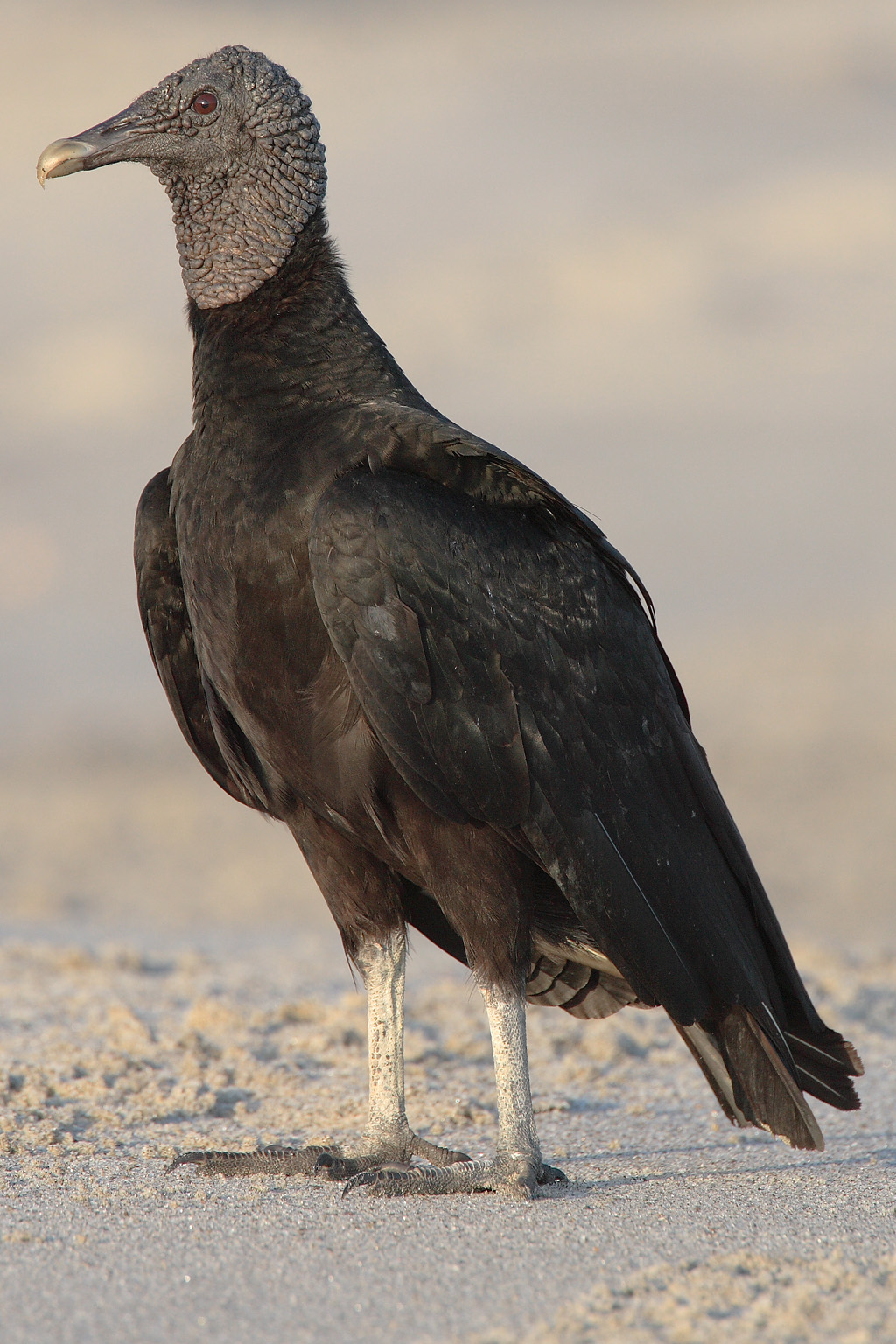
Урубу трапляється поблизу міст

- Катарта червоноголова, Cathartes aura

## Яструбоподібні(Accipitriformes)
Родина: Скопові (Pandionidae)
- Скопа, Pandion haliaetus

Родина: Яструбові (Accipitridae)

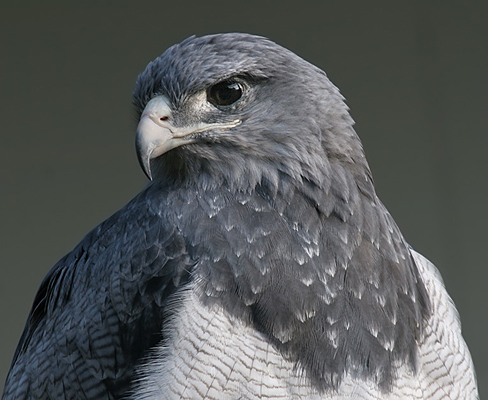
Агуя — великий хижий птах, поширений в Чилі

- Шуліка білохвостий, Elanus leucurus
- Circus cinereus
- Circus buffoni (V)
- Яструб неотропічний, Accipter bicolor
- Канюк пустельний, Parabuteo unicinctus
- Geranoaetus polyosoma
- Агуя, Geranoaetus melanoleucus
- Buteo albigula
- Канюк прерієвий, Buteo swainsoni (V)
- Buteo ventralis

## Совоподібні(Strigiformes)
Родина: Сипухові (Tytonidae)
- Сипуха крапчаста, Tyto alba

Родина: Совові (Strigidae)
- Пугач віргінський, Bubo virginianus
- Сова патагонська, Strix rufipes
- Сичик-горобець перуанський, Glaucidium peruanum
- Сичик-горобець магеланський, Glaucidium nana
- Сич американський, Athene cunicularia
- Сова болотяна, Asio flammeus

## Сиворакшоподібні(Coraciiformes)
Родина: Рибалочкові (Alcedinidae)
- Megaceryle torquatus
- Рибалочка зелений, Chloroceryle americana (V)

## Дятлоподібні(Piciformes)
Родина: Дятлові (Picidae)

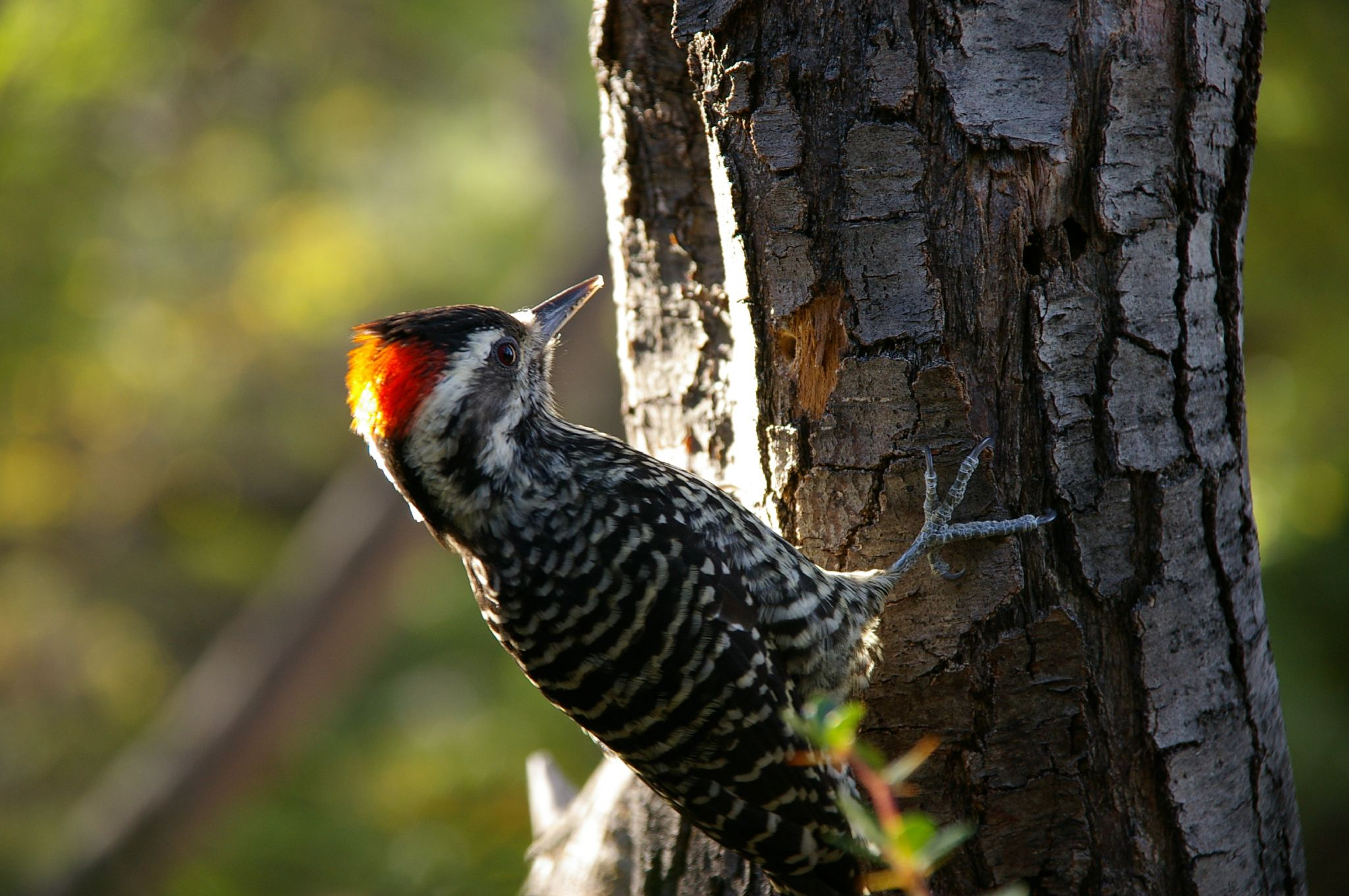
Дятел чилійський харчується як на землі, так і на деревах

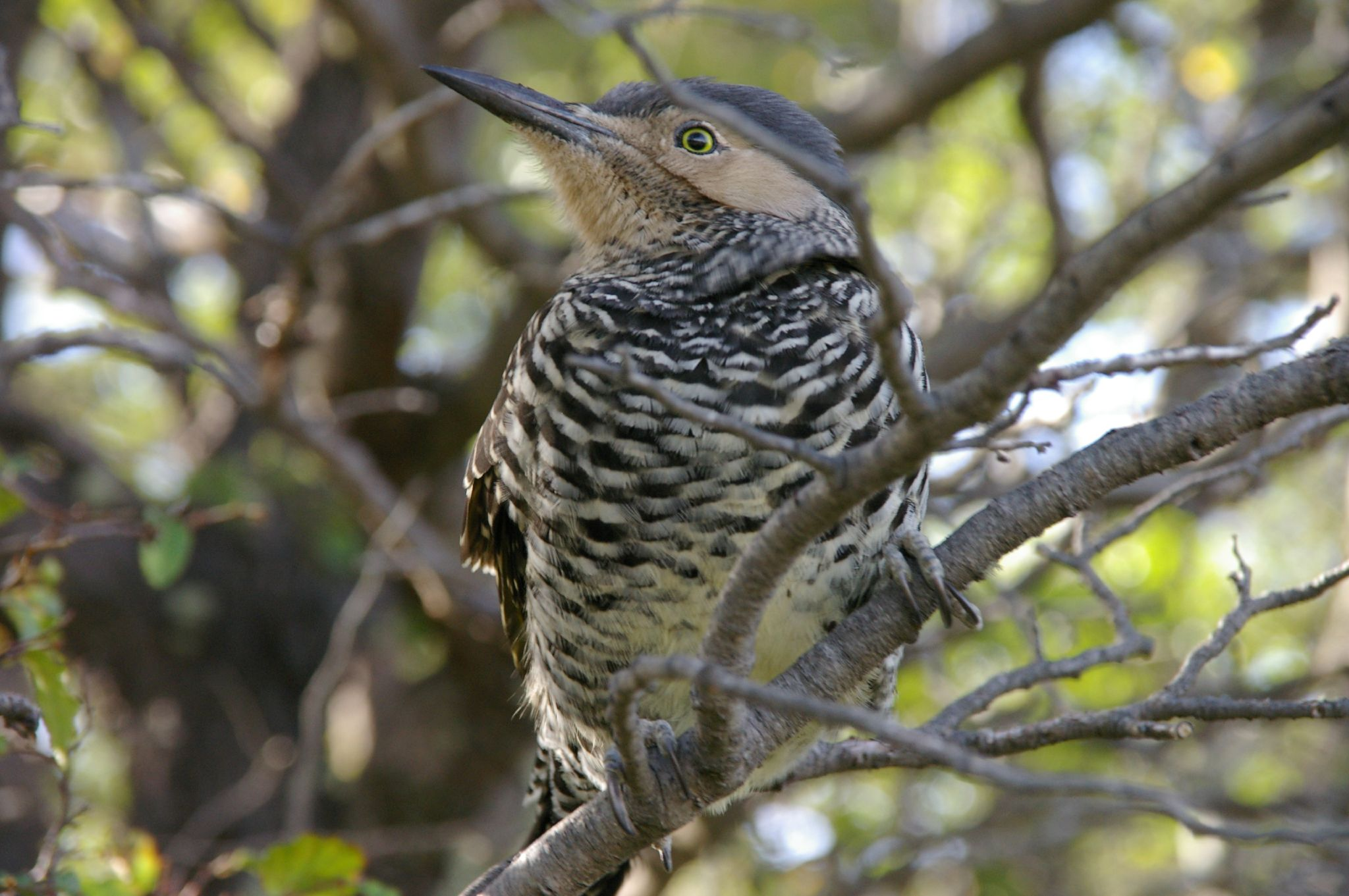
Декол чилійський в національному парку Торрес-дель-Пайне

- Дятел чилійський, Veniliornis lignarius
- Campephilus magellanicus
- Colaptes pitius
- Colaptes rupicola

## Соколоподібні(Falconiformes)
Родина: Соколові (Falconidae)

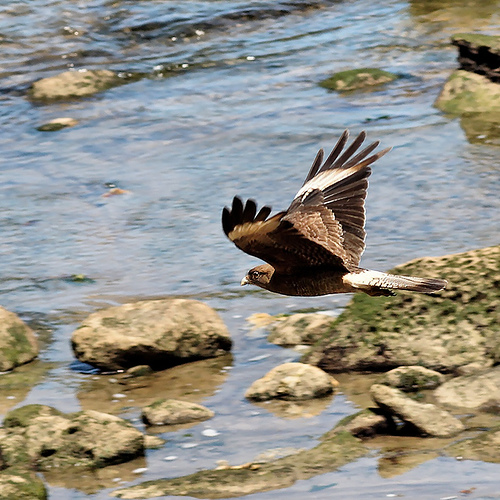
Хіманго мешкає поблизу людських поселень

- Каракара аргентинська, Caracara plancus
- Каракара андійська, Phalcoboenus megalopterus
- Каракара патагонська, Phalcoboenus albogularis
- Каракара фолклендська, Phalcoboenus australis
- Хіманго, Milvago chimango
- Боривітер американський, Falco sparverius
- Підсоколик рудогрудий, Falco deiroleucus (V)
- Сокіл мексиканський, Falco femoralis
- Сапсан, Falco peregrinus

## Папугоподібні(Psittaciformes)
Родина: Папугові (Psittacidae)

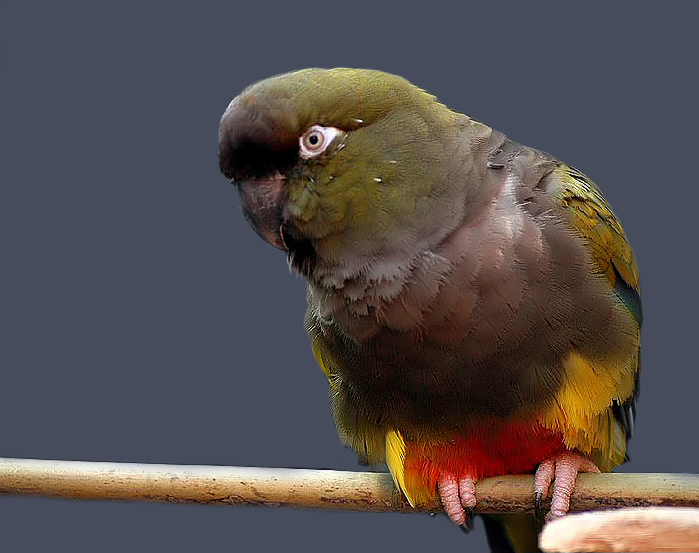
Папуга патагонський — рідкісний чилійський птах

- Папуга гірський, Psilopsiagon aurifrons
- Калита сіроволий, Myiopsitta monachus (I)
- Папуга-червонохвіст короткодзьобий, Enicognathus ferrugineus
- Папуга-червонохвіст довгодзьобий, Enicognathus leptorhynchus (E)
- Папуга патагонський, Cyanoliseus patagonus
- Аратинга червоноголовий, Psittacara erythrogenys (I)

## Горобцеподібні(Passeriformes)
Родина: Галітові (Rhinocryptidae)
- Турко каштановий, Pteroptochos castaneus
- Турко чорногорлий, Pteroptochos tarnii
- Турко вусатий, Pteroptochos megapodius (E)
- Тапакуло білогорлий, Scelorchilus albicollis (E)
- Тапакуло рудогорлий, Scelorchilus rubecula
- Тапакуло вохристоволий, Eugralla paradoxa
- Тапакуло чилійський, Scytalopus fuscus (E)
- Тапакуло андійський, Scytalopus magellanicus

Родина: Горнерові (Furnariidae)
- Землекоп світлочеревий, Geositta cunicularia
- Землекоп андійський, Geositta punensis
- Землекоп рудохвостий, Geositta rufipennis
- Землекоп сірий, Geositta maritima
- Землекоп короткодзьобий, Geositta antarctica
- Землекоп блідий, Geositta isabellina
- Pygarrhichas albogularis
- Землелаз скельний, Ochetorhynchus andaecola (V)
- Землелаз рудохвостий, Ochetorhynchus ruficaudus
- Анумбі темнохвостий, Ochetorhynchus phoenicurus
- Тококо, Ochetorhynchus melanurus (E)
- Ротакоа, Phleocryptes melanops
- Землелаз патагонський, Upucerthia saturatior
- Землелаз довгодзьобий, Upucerthia dumetaria
- Землелаз білогорлий, Upucerthia albigula
- Землелаз світлочеревий, Upucerthia validirostris
- Трясохвіст смугастокрилий, Cinclodes fuscus
- Трясохвіст острівний, Cinclodes antarcticus
- Трясохвіст гірський, Cinclodes albiventris
- Трясохвіст сіробокий, Cinclodes oustaleti
- Трясохвіст білокрилий, Cinclodes atacamensis
- Трясохвіст темночеревий, Cinclodes patagonicus
- Трясохвіст прибережний, Cinclodes nigrofumosus (E)
- Раядито малий, Aphrastura spinicauda
- Aphrastura subantarctica (E)
- Aphrastura masafuerae (E)
- Тієрал, Sylviorthorhynchus desmursii
- Сікора вохристочерева, Leptasthenura aegithaloides
- Сікора світлогорла, Leptasthenura striata
- Сікора андійська, Leptasthenura andicola
- Канастеро темнокрилий, Asthenes arequipae
- Канастеро південний, Asthenes anthoides
- Канастеро андійський, Asthenes modesta
- Канастеро малий, Asthenes pyrrholeuca
- Канастеро каньйоновий, Asthenes pudibunda
- Канастеро чорнохвостий, Pseudasthenes humicola (E)

Родина: Котингові (Cotingidae)
- Рара рудохвоста, Phytotoma rara

Родина: Тиранові (Tyrannidae)
- Hirundinea ferruginea (H)
- Еленія білочуба, Elaenia albiceps

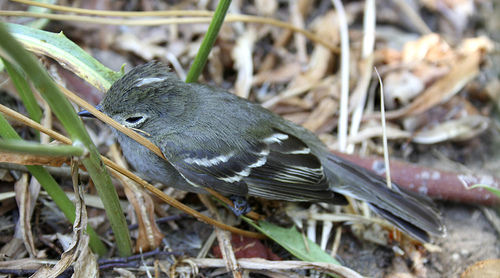
Еленія білочуба зимує на території Чилі

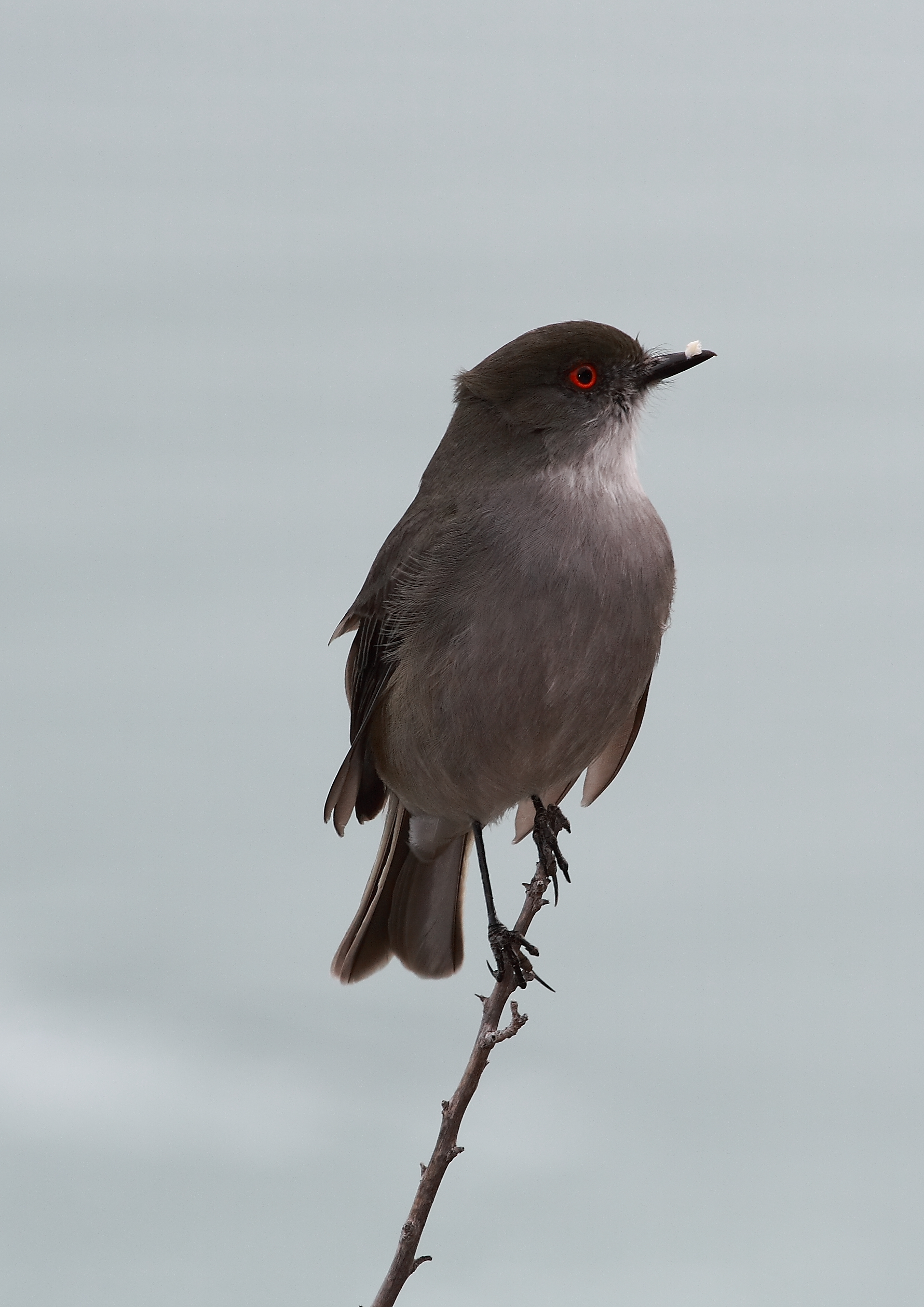
Червонооку монжиту можна помітити, коли вони сидять на верхівках кущів або на стовпах

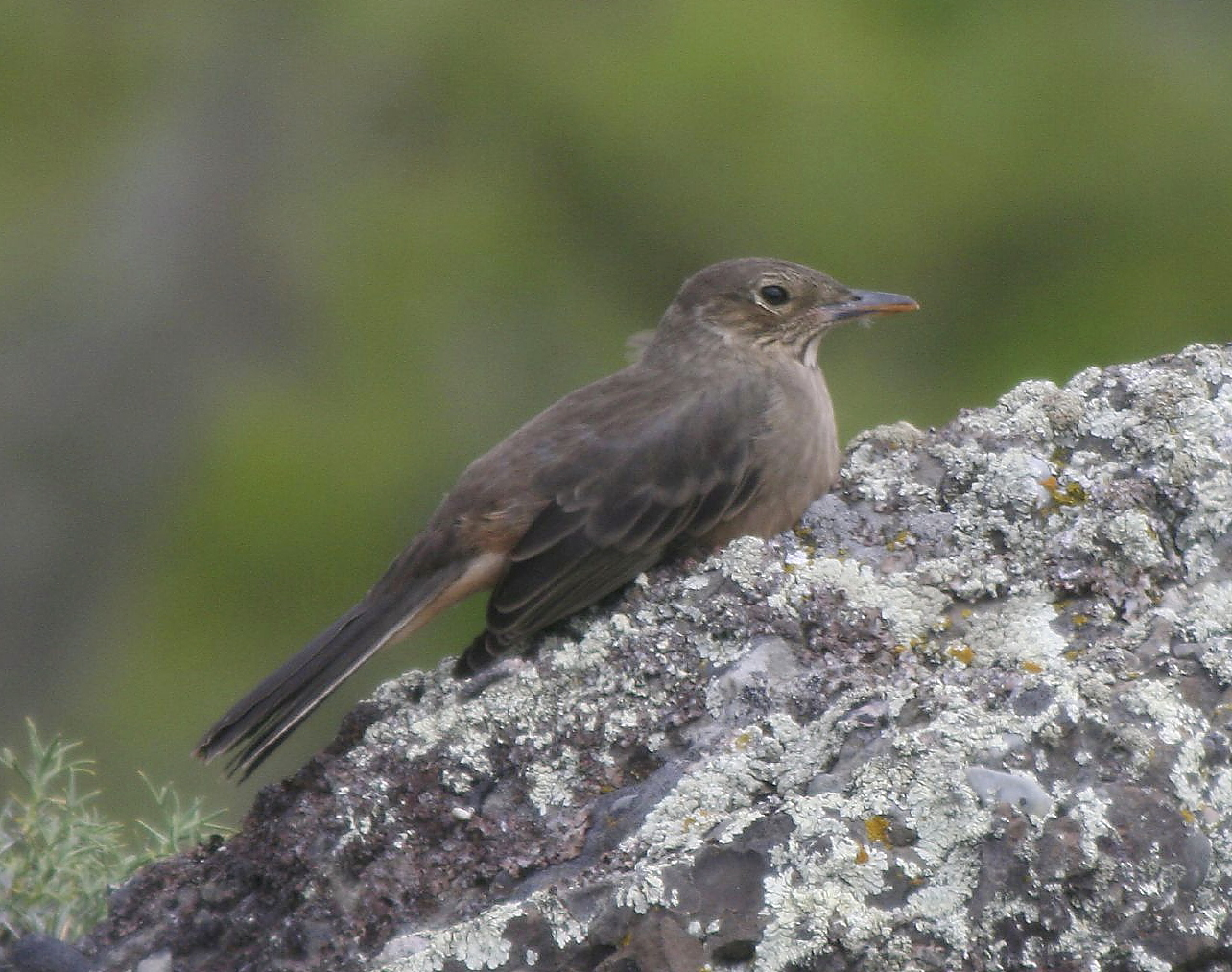
Великі гохо живуть в чагарникових заростях і відкритих лісових масивах

- Еленія чилійська, Elaenia chilensis
- Торилон рогатий, Anairetes reguloides
- Торилон жовтодзьобий, Anairetes flavirostris
- Торилон жовтоокий, Anairetes parulus
- Торилон острівний, Anairetes fernandezianus (E)
- Дорадито цитриновий, Pseudocolopteryx citreola
- Дормілон короткохвостий, Muscigralla brevicauda (V)
- Pitangus sulphuratus (V)
- Пікабуї, Machetornis rixosa (V)
- Тиран жовточеревий, Myiodynastes luteiventris (V)
- Тиран смугастий, Myiodynastes maculatus (V)
- Туквіто чорноголовий, Griseotyrannus aurantioatrocristatus (V)
- Тиран тропічний, Tyrannus melancholicus (V)
- Тиран вилохвостий, Tyrannus savana (V)
- Тиран королівський, Tyrannus tyrannus (V)
- Іржавець західний, Casiornis rufus (V)
- Курета іржаста, Myiophobus fasciatus
- Пітайо патагонський, Colorhamphus parvirostris
- Пітайо скельний, Ochthoeca oenanthoides
- Пітайо білобровий, Ochthoeca leucophrys
- Pyrocephalus rubinus
- Негрито патагонський, Lessonia rufa
- Негрито андійський, Lessonia oreas
- Смолик, Hymenops perspicillatus
- Ада білокрилий, Knipolegus aterrimus (H)
- Дормілон плямистодзьобий, Muscisaxicola maculirostris
- Дормілон рудоголовий, Muscisaxicola juninensis
- Дормілон сірий, Muscisaxicola cinereus
- Дормілон білолобий, Muscisaxicola albifrons
- Дормілон жовтоголовий, Muscisaxicola flavinucha
- Дормілон блідий, Muscisaxicola rufivertex
- Дормілон масковий, Muscisaxicola maclovianus
- Дормілон білобровий, Muscisaxicola albilora
- Дормілон рудочеревий, Muscisaxicola capistratus
- Дормілон чорнолобий, Muscisaxicola frontalis
- Монжита високогірна, Cnemarchus rufipennis
- Монжита червоноока, Pyrope pyrope
- Монжита чорноголова, Neoxolmis coronatus (V)
- Пепоаза, Neoxolmis rufiventris
- Монжита іржастаNeoxolmis rubetra (V)
- Гохо гірський, Agriornis montanus
- Гохо білохвостий, Agriornis albicauda
- Гохо великий, Agriornis lividus
- Гохо світлочеревий, Agriornis micropterus
- Гохо малий, Agriornis murinus (V)
- Піві бурий, Contopus sordidulus (V)
- Тачурі, Tachuris rubrigastra

Родина: Віреонові (Vireonidae)
- Віреон білобровий, Vireo chivi (V)

Родина: Ластівкові (Hirundinidae)

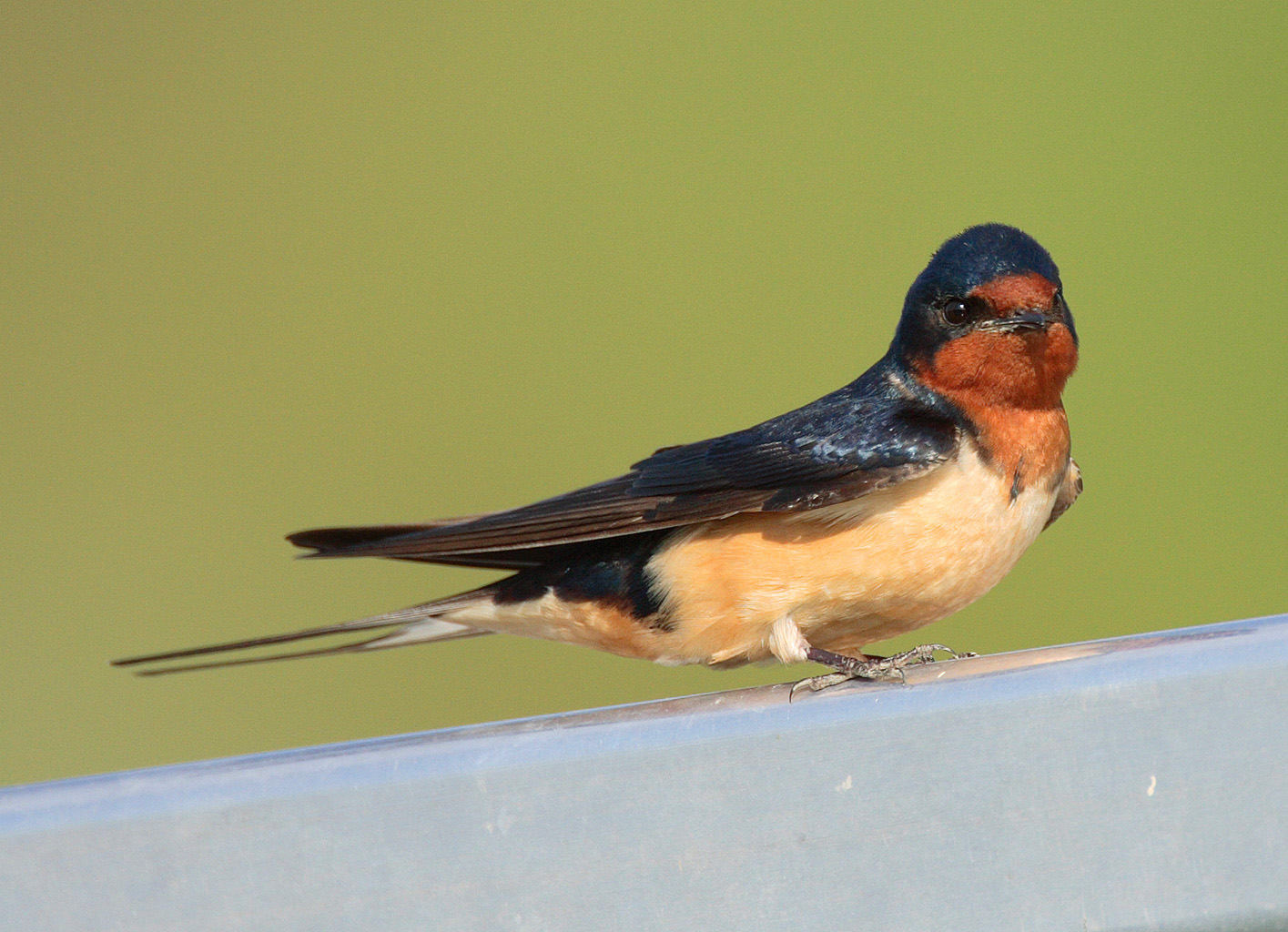
Сільські ластівки мігрують до Чилі з Північної Америки

- Ластовиця патагонська, Pygochelidon cyanoleuca
- Ластівка рудоголова, Alopochelidon fucata (V)
- Ясківка андійська, Orochelidon andecola
- Щурик бурий, Progne tapera (V)
- Щурик сірогорлий, Progne chalybea (V)
- Щурик південний, Progne elegans (V)
- Щурик перуанський, Progne murphy
- Білозорка чилійська, Tachycineta leucopyga
- Ластівка берегова, Riparia riparia
- Ластівка сільська, Hirundo rustica
- Ясківка білолоба, Petrochelidon pyrrhonota

Родина: Воловоочкові (Troglodytidae)

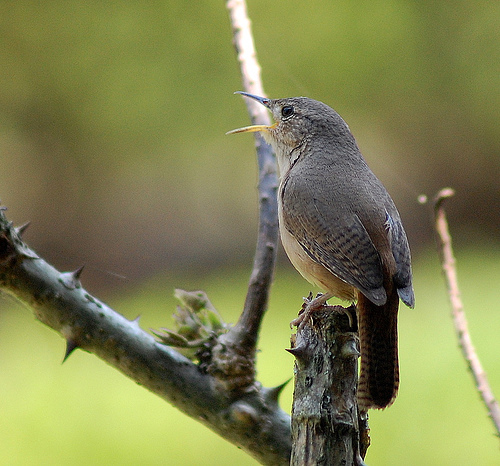
Співочі волоочки мешкають в різноманітних природних середовищах

- Волоочко співоче, Troglodytes aedon
- Овад річковий, Cistothorus platensis

Родина: Дроздові (Turdidae)

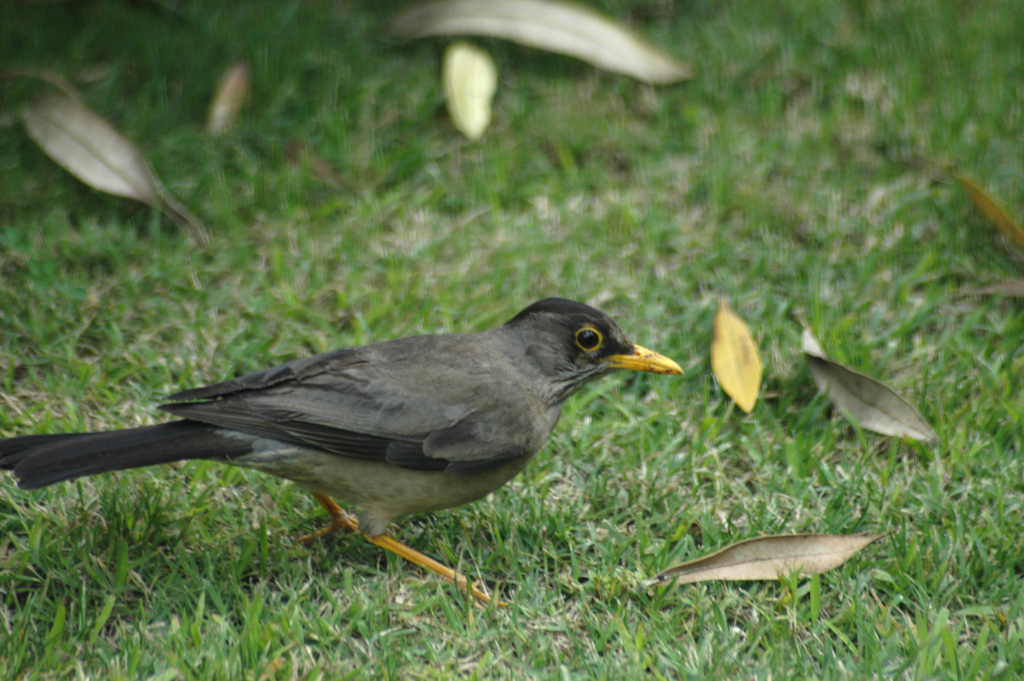
Південні дрозди поширені в садах і парках Сантьяго

- Дрізд-короткодзьоб бурий, Catharus fuscescens (V)
- Дрізд-короткодзьоб Свенсона, Catharus ustulatus (V)
- Дрізд південний, Turdus falcklandii
- Дрізд кремововолий, Turdus amaurochalinus (V)
- Хігуанко, Turdus chiguanco

Родина: Пересмішникові (Mimidae)

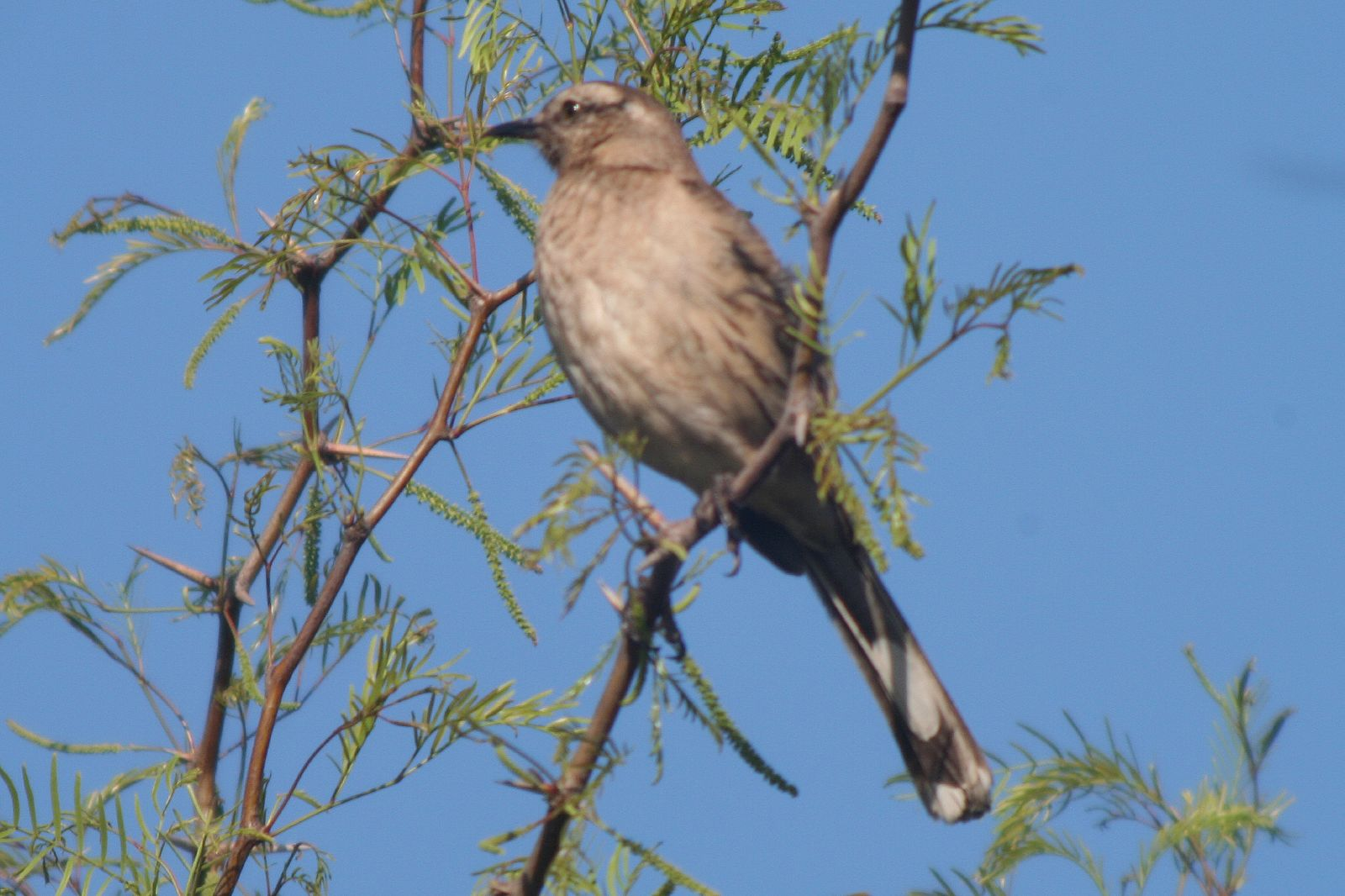
Більша частина популяції чилійських пересмішників мешкає в Чилі

- Пересмішник довгохвостий, Mimus longicaudatus (H)
- Пересмішник чилійський, Mimus thenca
- Пересмішник патагонський, Mimus patagonicus
- Пересмішник білокрилий, Mimus triurus

Родина: Горобцеві (Passeridae)

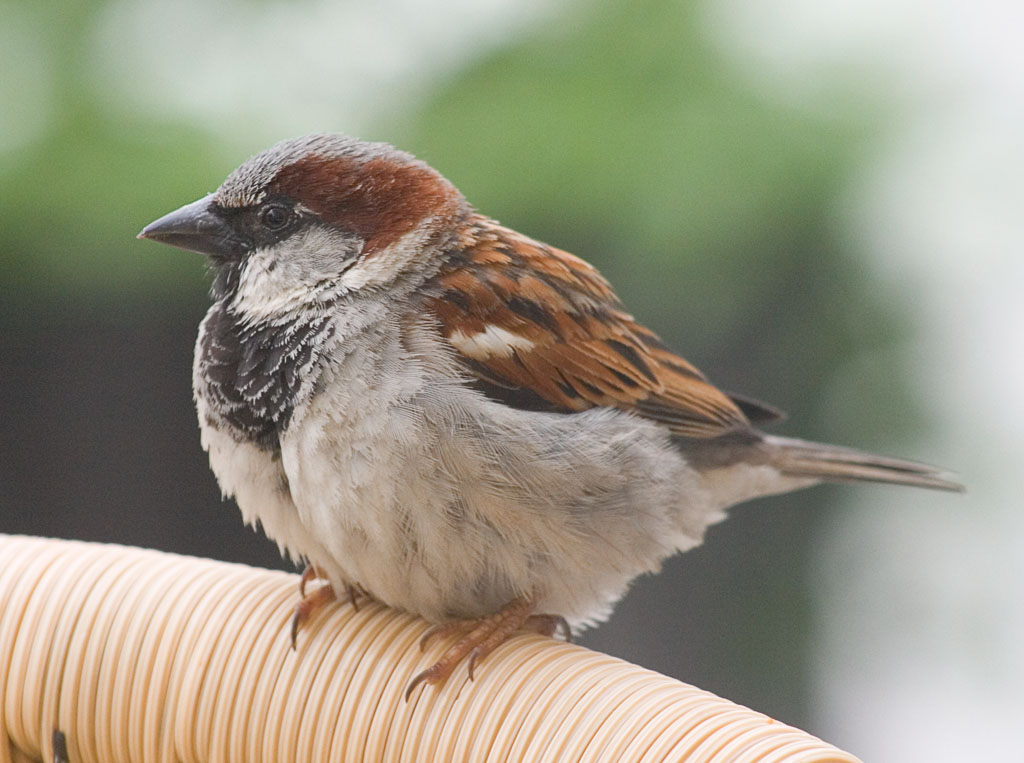
Хатні горобці вперше з'явилися в Чилі в 1904 році

- Горобець хатній, Passer domesticus (I)

Родина: Плискові (Motacillidae)
- Щеврик перуанський, Anthus peruvianus
- Щеврик патагонський, Anthus correndera
- Щеврик бурохвостий, Anthus hellmayri

Родина: В'юркові (Fringillidae)

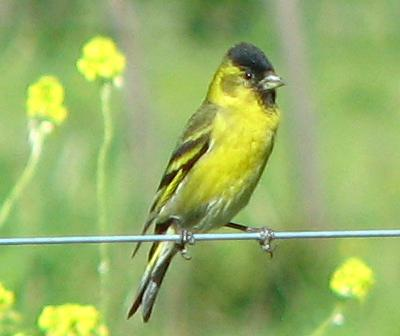
Боротаті чижі мешкають в центрі та на півдні Чилі

- Чиж товстодзьобий, Spinus crassirostris
- Spinus magellanica
- Чиж чорний, Spinus atratus
- Чиж жовтогузий, Spinus uropygialis
- Чиж бородатий, Spinus barbatus

Родина: Passerellidae

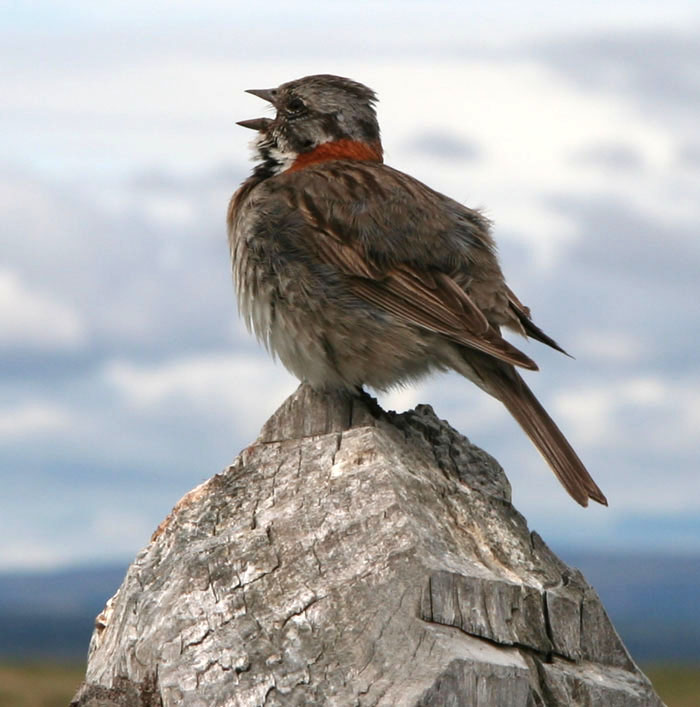
Рудошиї бруанти є одними з найбільш поширених птахів Чилі

- Бруант рудошиїй, Zonotrichia capensis

Родина: Трупіалові (Icteridae)
- Гоглу, Dolichonyx oryzivorus (V)

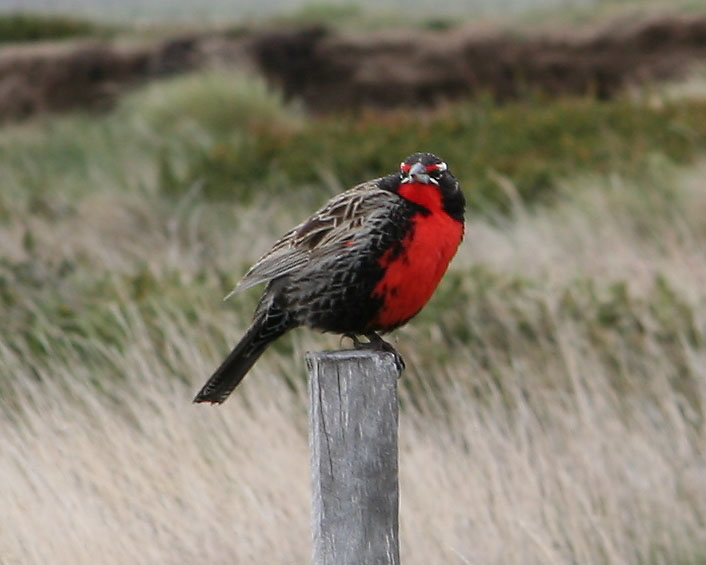
Великі шпаркоси мешкають на відкритих місцевостях

- Шпаркос білобровий, Leistes superciliaris (V)
- Шпаркос короткохвостий, Leistes bellicosus
- Шпаркос великий, Leistes loyca
- Трупіал червоноплечий, Icterus pyrrhopterus (V)
- Трупіал балтиморський, Icterus galbula (V)
- Вашер короткодзьобий, Molothrus rufoaxillaris
- Вашер синій, Molothrus bonariensis (I)
- Щетинкопер великий, Curaeus curaeus
- Вашер рудокрилий, Agelaioides badius (H)
- Варілеро золотоплечий, Agelasticus thilius

Родина: Піснярові (Parulidae)
- Смугастоволець річковий, Parkesia noveboracensis (V)
- Червоїд світлобровий, Oreothlypis peregrina (V)
- Жовтогорлик південний, Geothlypis aequinoctialis (V)
- Пісняр горихвістковий, Setophaga ruticilla (V)
- Пісняр тропічний, Setophaga pitiayumi (V)
- Пісняр-лісовик рудоволий, Setophaga fusca (V)
- Пісняр-лісовик білощокий, Setophaga striata (V)
- Пісняр-лісовик чорногорлий, Setophaga virens (V)
- Болотянка строкатовола, Cardellina canadensis (V)

Родина: Кардиналові (Cardinalidae)
- Піранга пломениста, Piranga rubra (V)
- Кардинал-довбоніс золоточеревий, Pheucticus aureoventris (V)

Родина: Саякові (Thraupidae)

Вівсянчик патагонський живе в лісах і на узліссях Патагонії

- Танагра велика, Conirostrum binghami
- Тамаруго рудобровий, Conirostrum tamarugense
- Тамаруго сірий, Conirostrum cinereum
- Посвірж жовтий, Sicalis lutea
- Посвірж золотогузий, Sicalis uropigyalis
- Посвірж великий, Sicalis auriventris
- Посвірж оливковий, Sicalis olivascens
- Посвірж патагонський, Sicalis lebruni
- Посвірж золотоголовий, Sicalis flaveola
- Посвірж короткодзьобий, Sicalis luteola
- Посвірж перуанський, Sicalis raimondii
- Вівсянчик чорноголовий, Phrygilus atriceps
- Вівсянчик чилійський, Phrygilus gayi
- Вівсянчик патагонський, Phrygilus patagonicus
- Вівсянчик великий, Rhopospina fruticeti
- Вівсянчик рудоспинний, Idiopsar dorsalis
- Вівсянчик білогорлий, Idiopsar erythronotus
- Діука білокрила, Idiopsar speculifer
- Вівсянчик смугохвостий, Porphyrospiza alaudina
- Вівсянчик сірий, Geospizopsis unicolor
- Вівсянчик сіроволий, Geospizopsis plebejus
- Магеланник жовтокрилий, Melanodera melanodera
- Магеланник жовтовусий, Melanodera xanthogramma
- Насіннєїд малий, Catamenia analis
- Квіткокол чорногорлий, Diglossa brunneiventris
- Якарина, Volatinia jacarina
- Терзина, Tersina viridis (V)
- Зерноїд біловусий, Sporophila lineola (V)
- Зерноїд рудогорлий, Sporophila telasco
- Зерноїд мальований, Sporophila caerulescens (V)
- Зернолуск золотодзьобий, Saltator aurantiirostris
- Вівсянка-інка тонкодзьоба, Xenospingus concolor
- Діука південна, Diuca diuca
- Саяка жовто-синя, Rauenia bonariensis